# Giuseppe Sacconi
Giuseppe Sacconi (Montalto delle Marche, 5 luglio 1854 – Pistoia, 23 settembre 1905) è stato un architetto italiano.
Noto soprattutto per essere stato il progettista del Vittoriano (o Altare della Patria) a Roma, di cui seguì la realizzazione come direttore dei lavori, per vent'anni, sino alla morte.
In seguito alla prestigiosa commissione, divenne uno dei protagonisti della cultura artistica dell'Italia post-unitaria, che era allora impegnata in accesissimi dibattiti volti alla creazione di uno "stile nazionale". Fu anche restauratore di alcuni celebri monumenti, il cui aspetto attuale è in parte dovuto alla sua opera.

## Biografia

### Formazione e prime opere
Il giovane Giuseppe, figlio del conte Luigi e della nobildonna Teresa Massi, studiò arte applicata a Fermo, presso il rinomato Istituto per le arti e i mestieri "Montani"; qui il suo precoce talento per il disegno venne ben coltivato ed apprezzato dai principali esponenti del neoclassicismo marchigiano: l'architetto Gianbattista Carducci e lo scultore Emidio Paci. Grazie a questi riconoscimenti, terminati gli studi marchigiani, si iscrisse al corso di architettura dell'Istituto delle Belle Arti di Roma, in via di Ripetta, da poco istituito; aveva poco più di vent'anni. A Roma, tra l'altro, viveva lo zio Carlo Sacconi, cardinale e già nunzio apostolico in Francia. In questo periodo approfondì notevolmente lo studio dell'arte classica e di quella del Rinascimento, che del resto aveva già iniziato durante la fase di educazione nelle Marche.

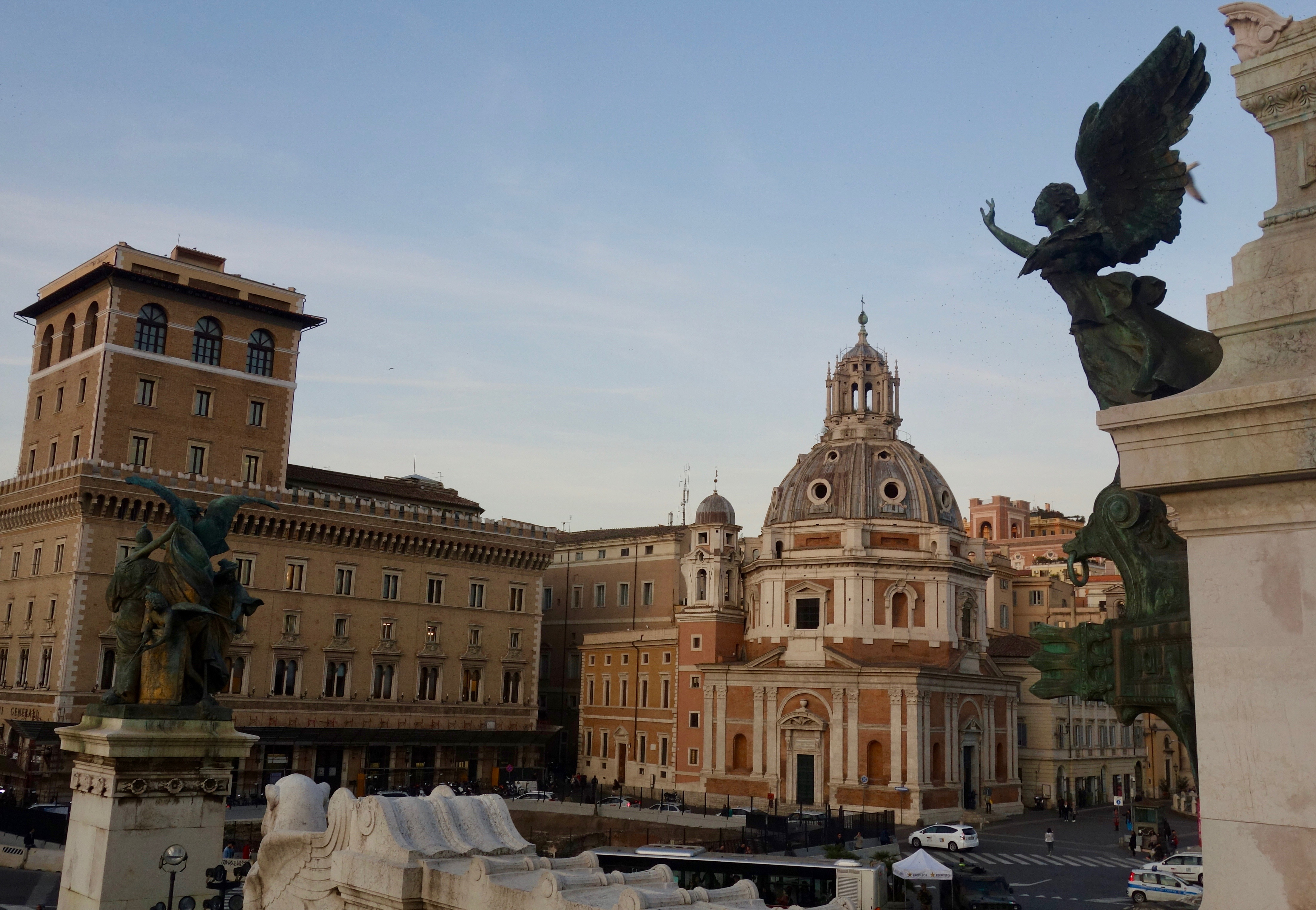
Roma - una delle prime opere di Sacconi: la canonica della chiesa di Santa Maria di Loreto (visibile a sinistra della facciata)

Nel 1874 ottenne una borsa di convittore da parte del Sodalizio dei Piceni, l'istituzione che ha il compito di aiutare i giovani marchigiani di disagiate condizioni economiche, ma intellettualmente dotati, che ambivano proseguire in Roma gli studi superiori. Tra i suoi compagni di studio c'era il piacentino Manfredo Manfredi; tra i due nacque una vera amicizia, solida, disinteressata e nello stesso tempo competitiva, che li portò in seguito a collaborare. Ottenne il diploma con un progetto neoclassico per un Museo agrario.
Il Sacconi fece il suo tirocinio nello studio del principale architetto della nuova capitale, Luca Carimini, romano, ma di famiglia marchigiana di scalpellini emigrata da Urbisaglia. Quando nel 1871 gli fu affidato nel restauro e la costruzione della canonica della chiesa cinquecentesca della chiesa di Santa Maria di Loreto, situata a Roma nei pressi del Foro di Traiano, venne coadiuvato proprio da Carimini. La chiesa è opera di Antonio da Sangallo il Giovane compiuta da Giacomo Del Duca. Sacconi lavorò in particolare nel corpo della canonica, dove rivelò un preciso richiamo alle forme del Rinascimento maturo. Questo lavoro restauro viene talora confuso con quello alla Basilica di Loreto, che, al contrario, impegnò Sacconi molto più tardi, nell'ultimo decennio del secolo.
Al principio degli anni ottanta, Sacconi venne incaricato della chiesa della collegiata di San Francesco, a Force, un comune a pochi chilometri da Montalto, nelle Marche: il progetto si Sacconi sembra richiamarsi una volta di più a Bramante, in particolare nella chiesa di Santa Maria Annunziata a Roccaverano.

### Il Vittoriano o Altare della Patria

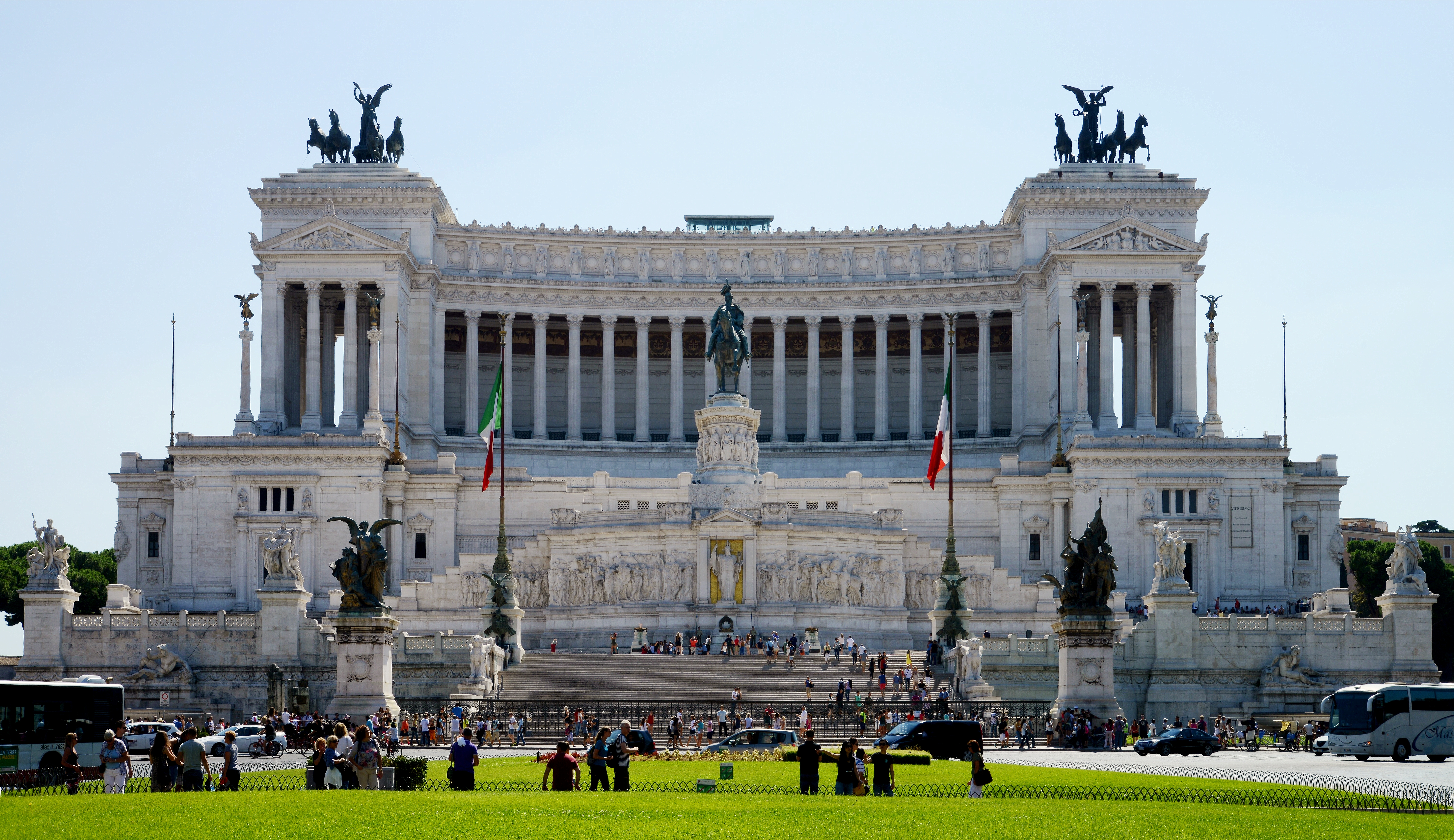
Il Vittoriano visto dal centro di Piazza Venezia

Nel 1884 ci fu la svolta che decise della sua vita: partecipò al secondo concorso internazionale per il Monumento Nazionale a Vittorio Emanuele II a Roma, meglio noto come il Vittoriano o "Altare della Patria". Il Sacconi con il suo progetto vinse il concorso e dedicò da quel momento tutte le sue energie a dirigere il cantiere di quello che doveva essere il più importante monumento della terza Roma: la Roma capitale d'Italia. Si occupò di ogni più piccolo particolare, disegnando senza posa anche i dettagli costruttivi e stilistici. Risolse ottimamente i problemi costruttivi, che presto emersero, soprattutto a causa della presenza nel sottosuolo del Campidoglio di grandi cavità scavate in epoca antica nel colle. I lavori, iniziati nel 1885, lo impegnarono per tutta la vita e furono ultimati diversi anni dopo la sua morte.
Il suo studio si trovava all'interno del monumento, nei locali attualmente ospitanti il Sacrario delle Bandiere.
Il Vittoriano, di impronta neoclassica ed eclettica, con molte opere d'arte che risentono del Liberty, è oggi visto dalla più aggiornata critica d'arte come un importante passo nella ricerca di uno stile nazionale, che doveva caratterizzare il Regno d'Italia da poco costituito,. Sacconi risentì certamente dell'influsso di Camillo Boito, figura di spicco del dibattito architettonico dell'Italia post-unitaria, specialmente nell'impostazione linguistica e nella conduzione del cantiere. Boito, grande interprete della questione dello 'stile nazionale' - in questo caso risolta in favore della ripresa del Rinascimento maturo, chiedeva infatti a gran voce un architetto unico, capace di risolvere nel nome della tradizione tutti i problemi e tutte le istanze stilistiche poste dal cantiere. Il Vittoriano fu dunque la risposta alla domanda che Camillo Boito già nel 1884 aveva posto agli artisti dell'epoca: Quale sarà l'impronta artistica speciale che debba farci distinguere dalle altre epoche nella grande rassegna dei secoli?.
Oggi il monumento è uno dei simboli patri italiani.

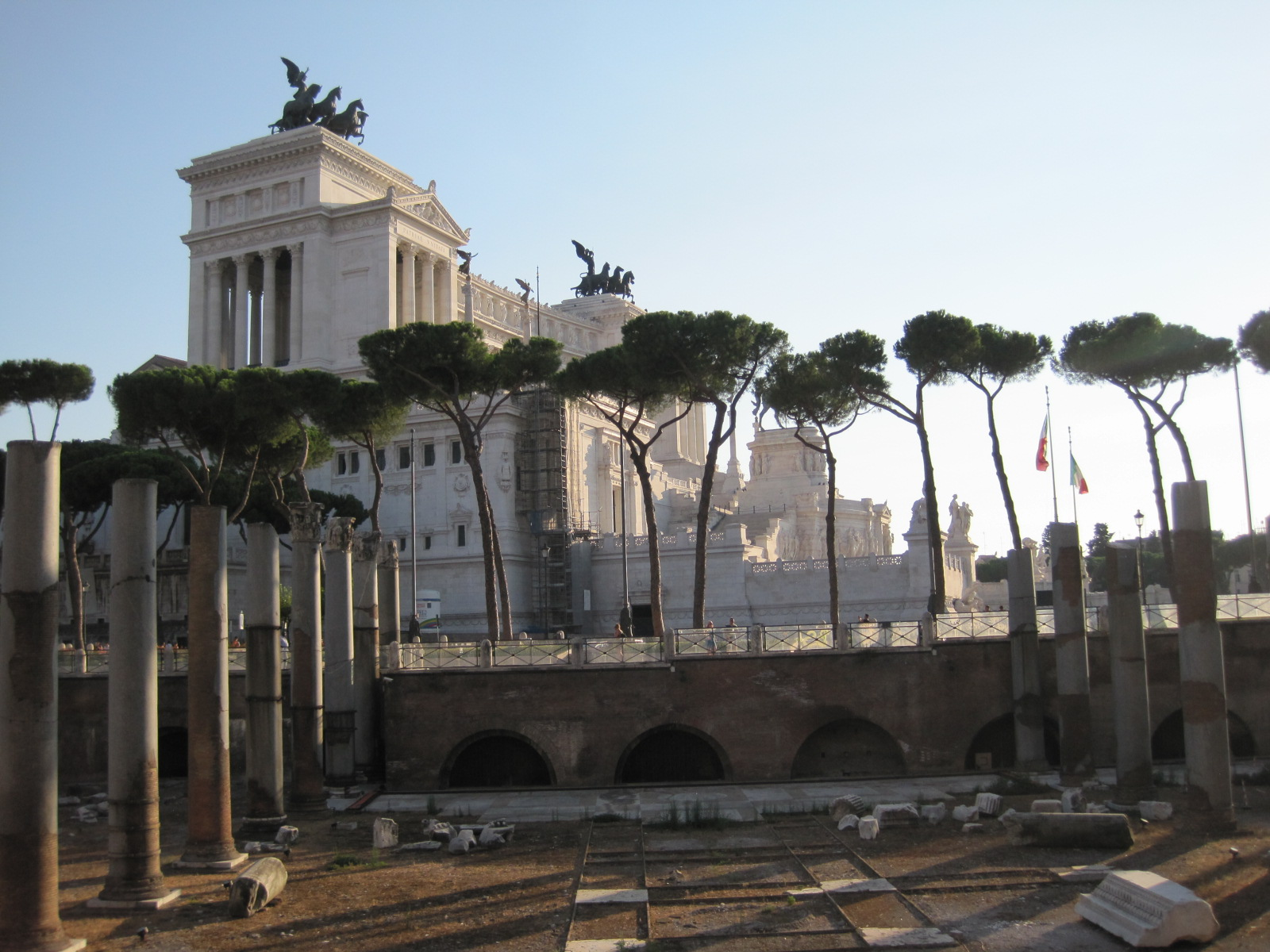
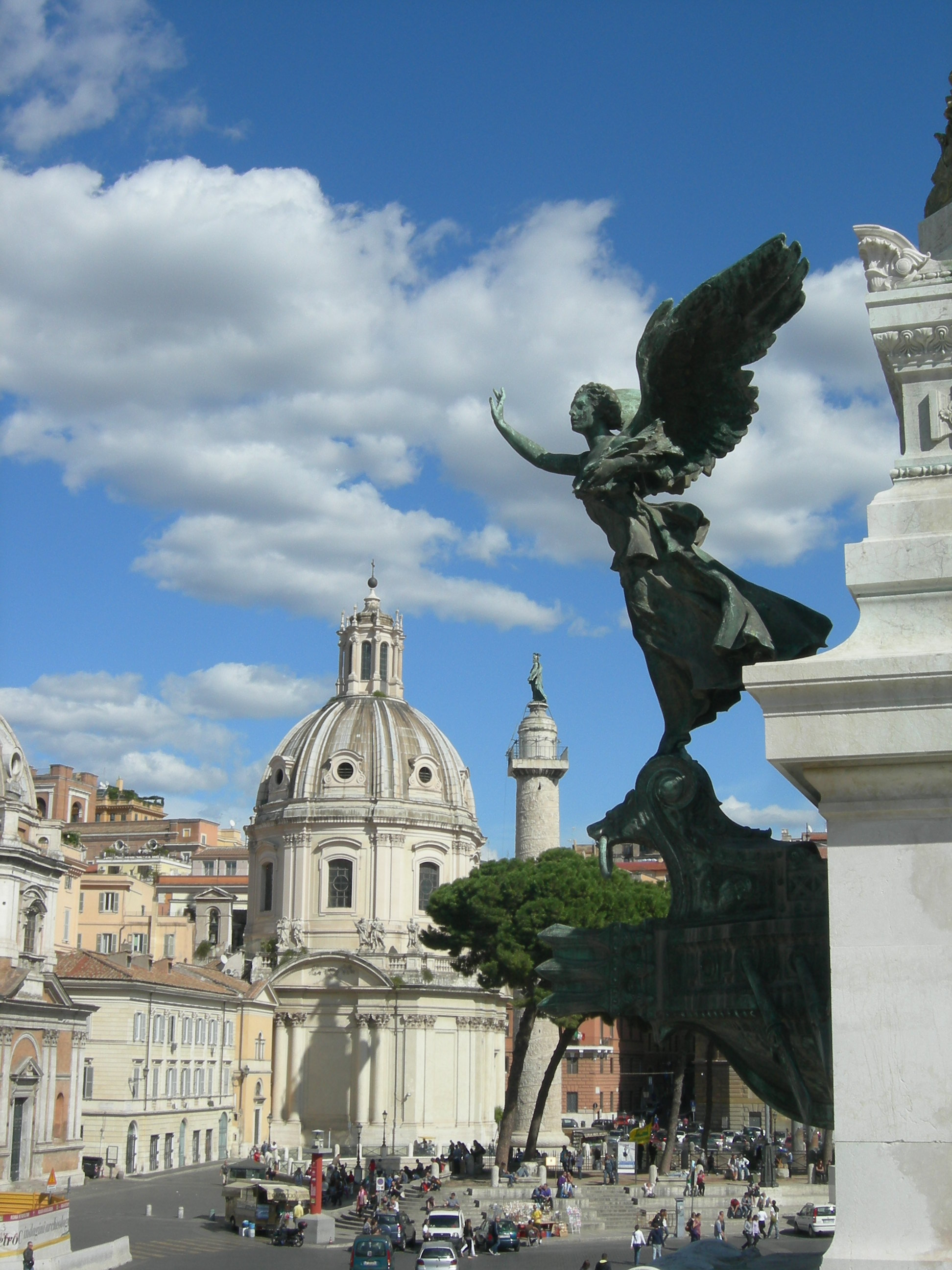
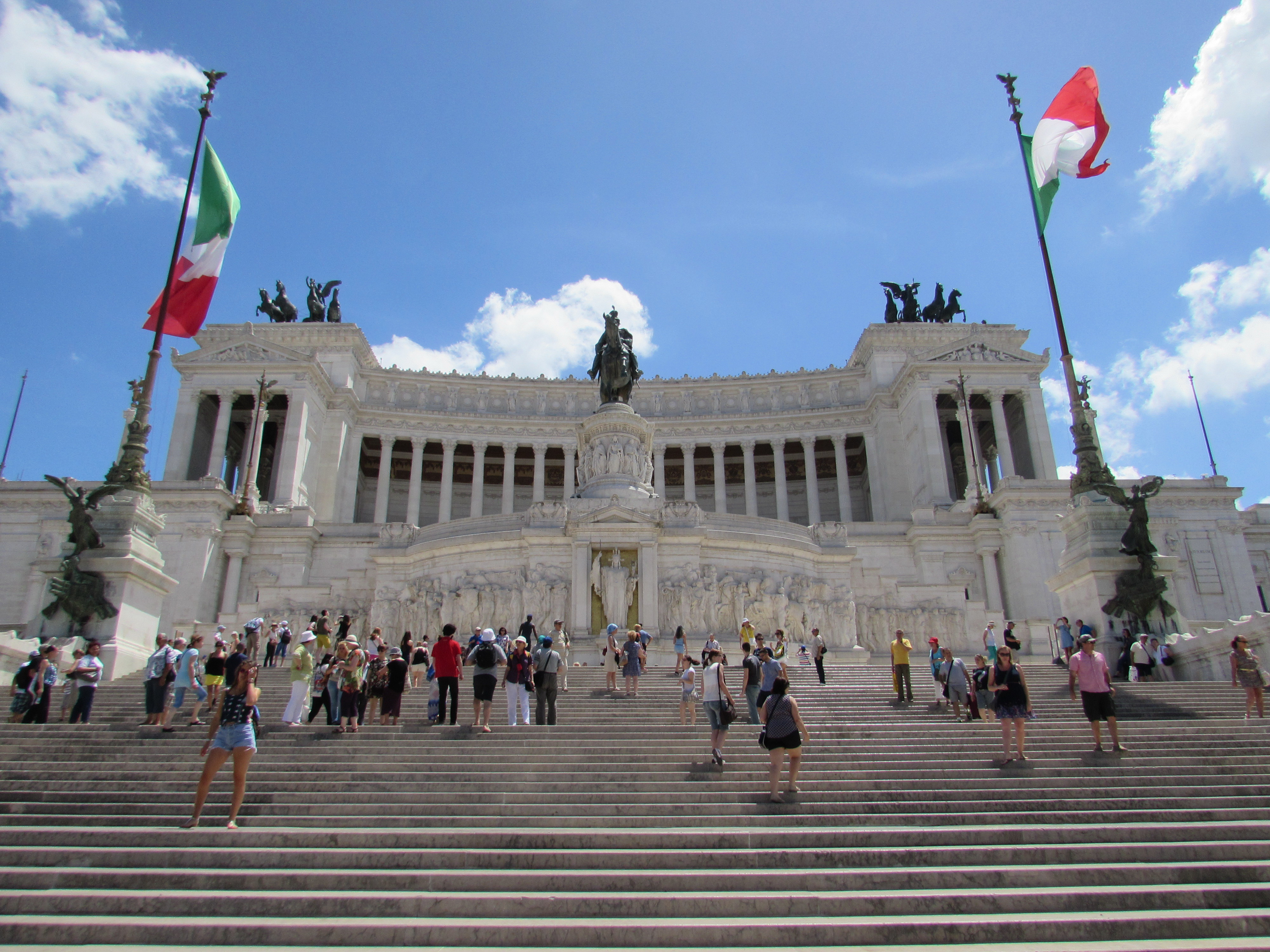
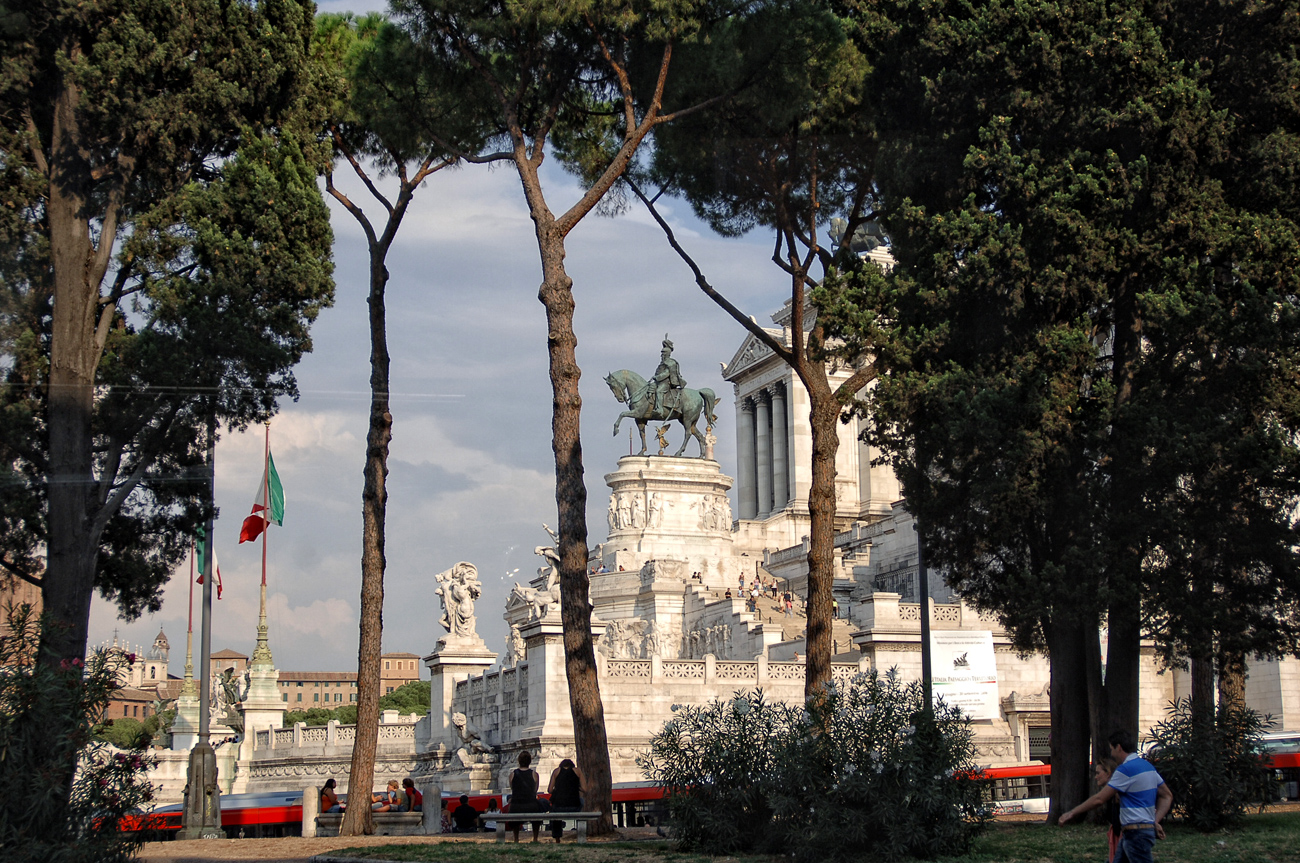
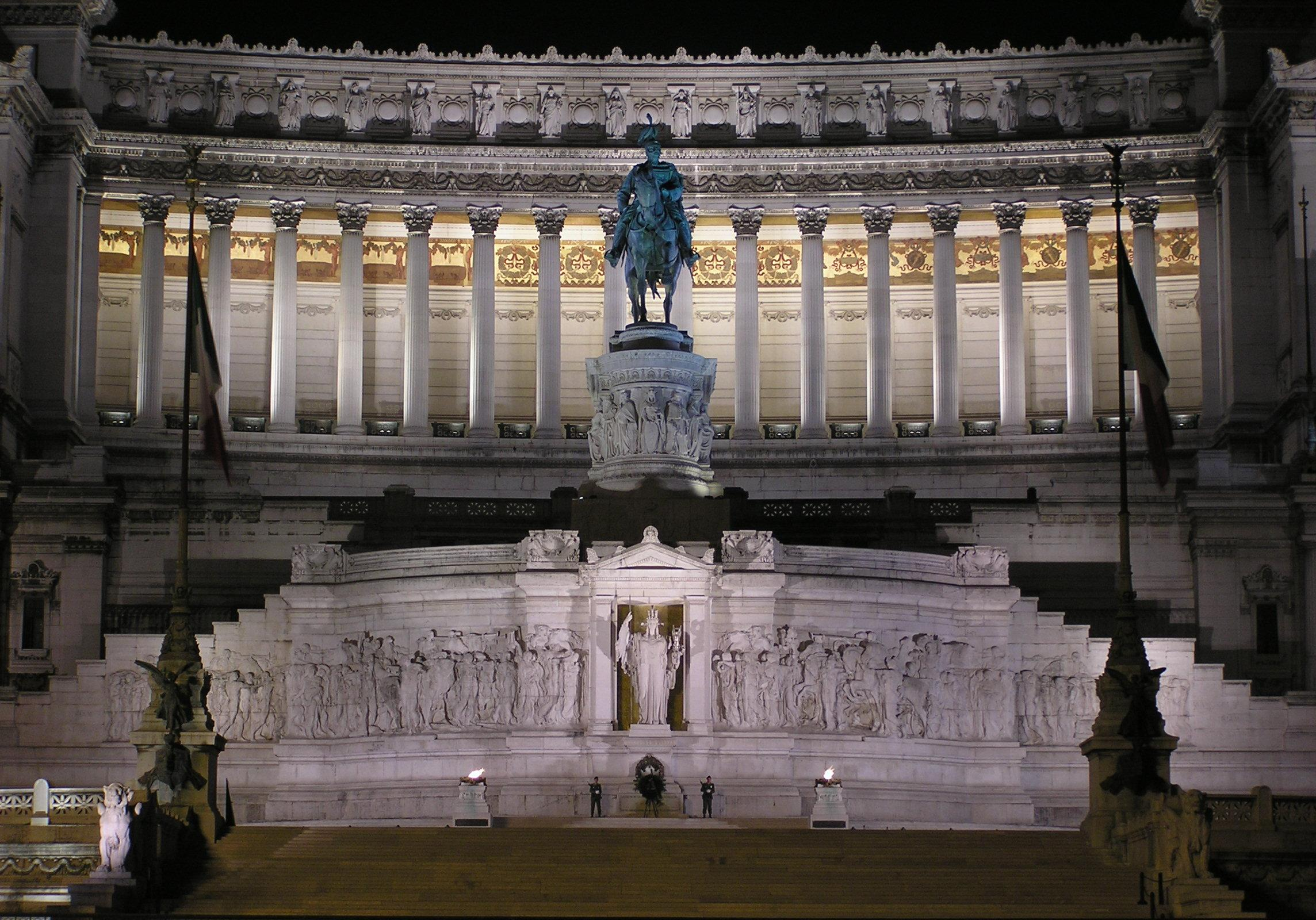
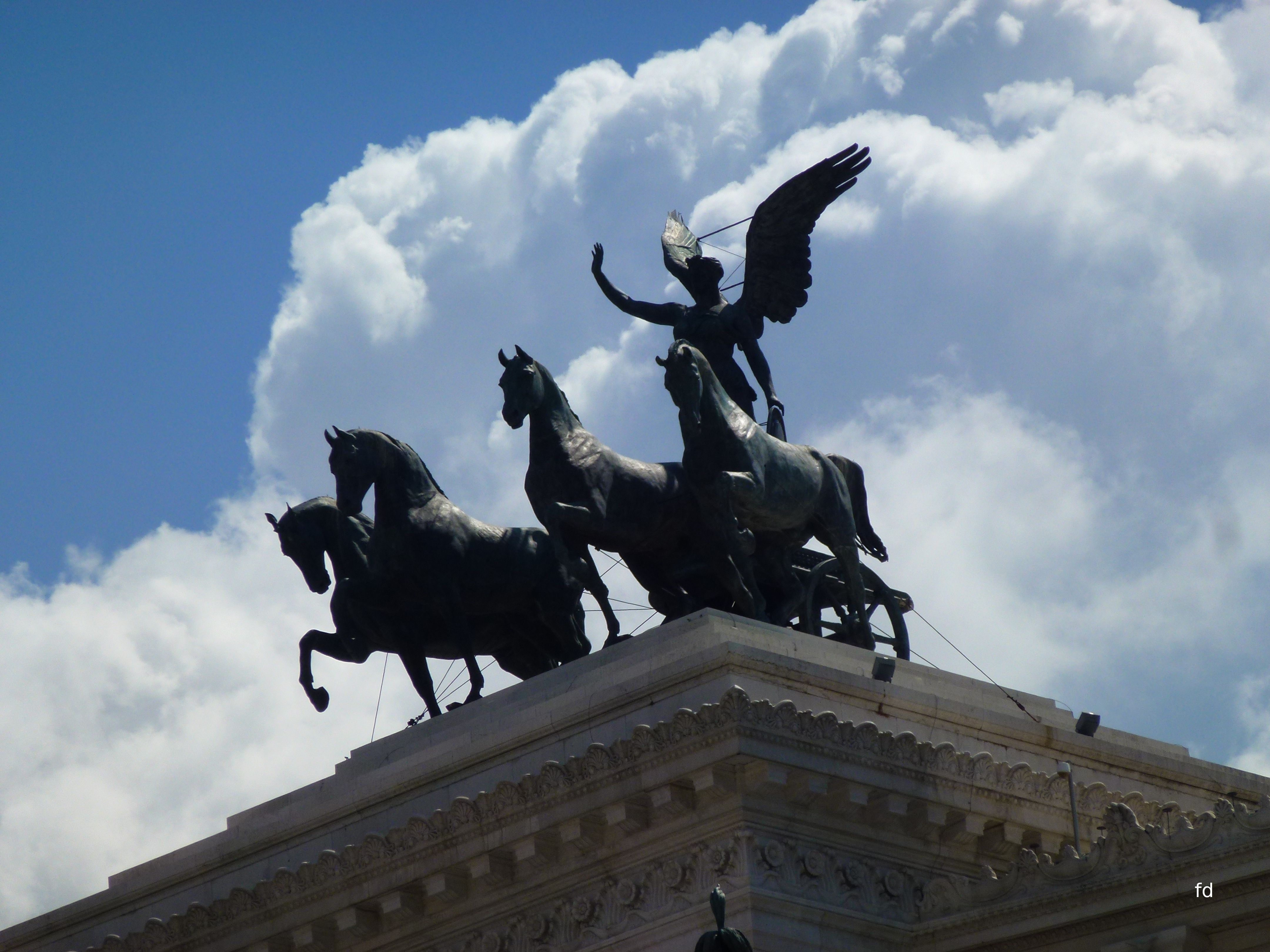
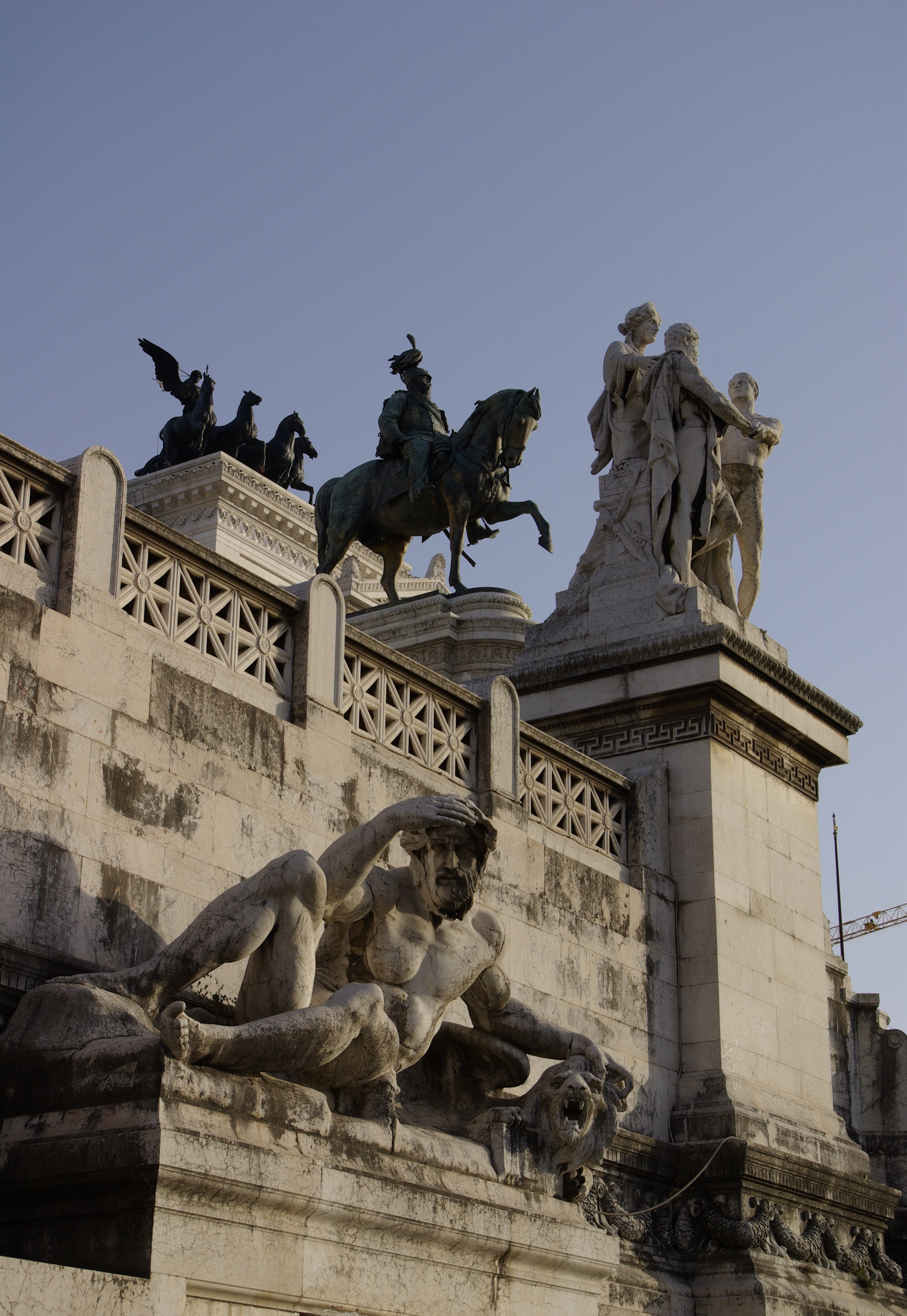
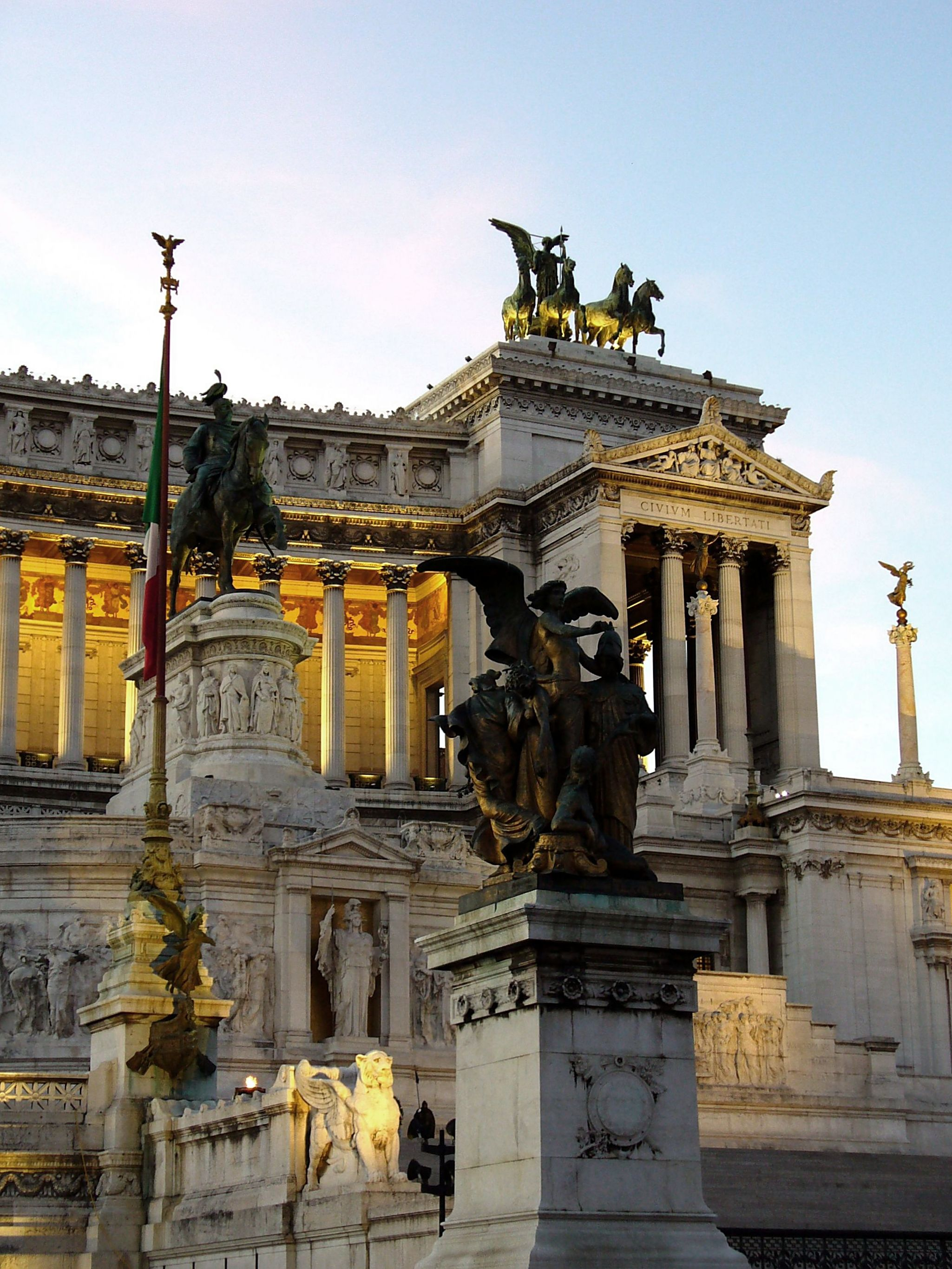
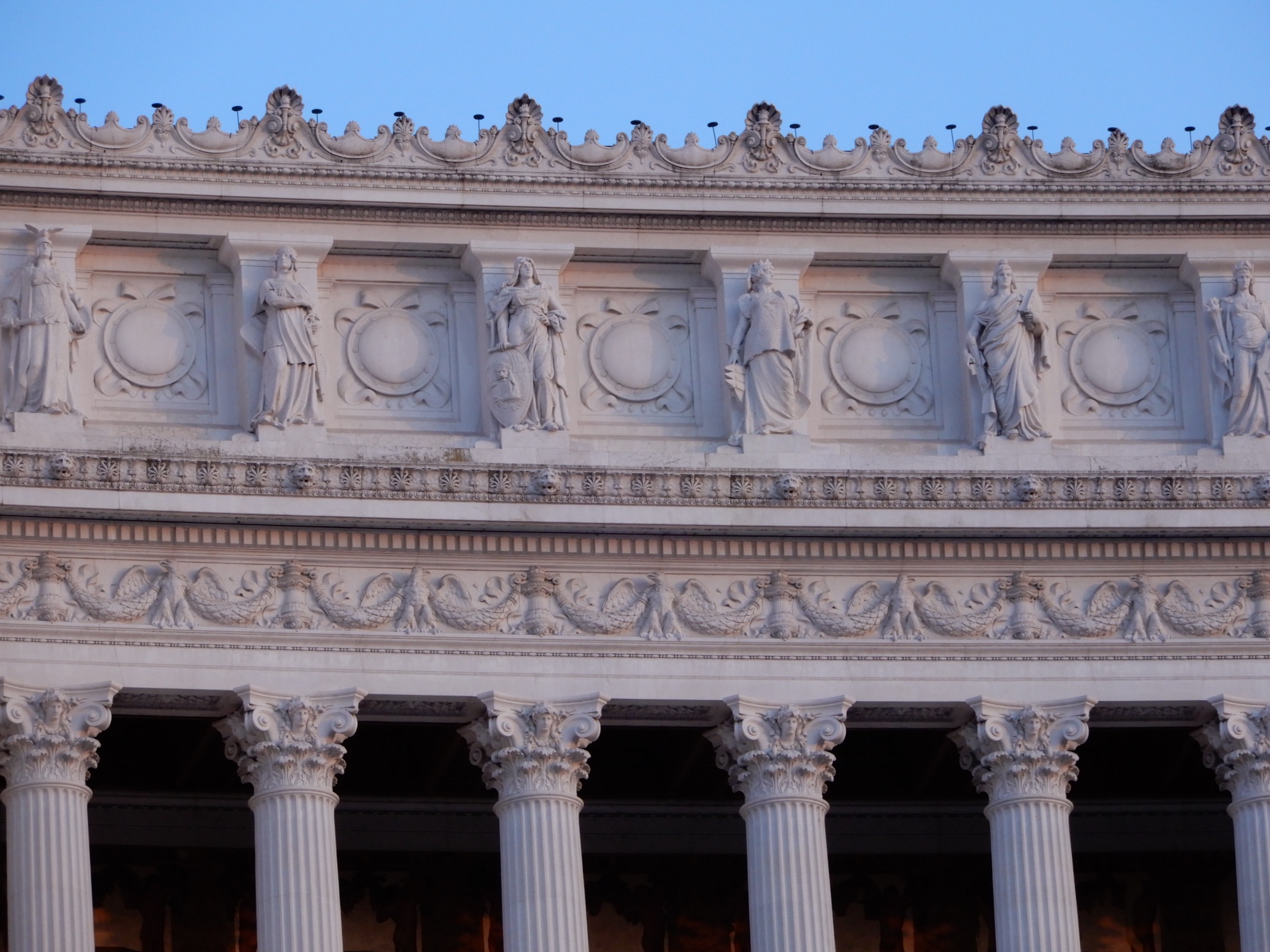
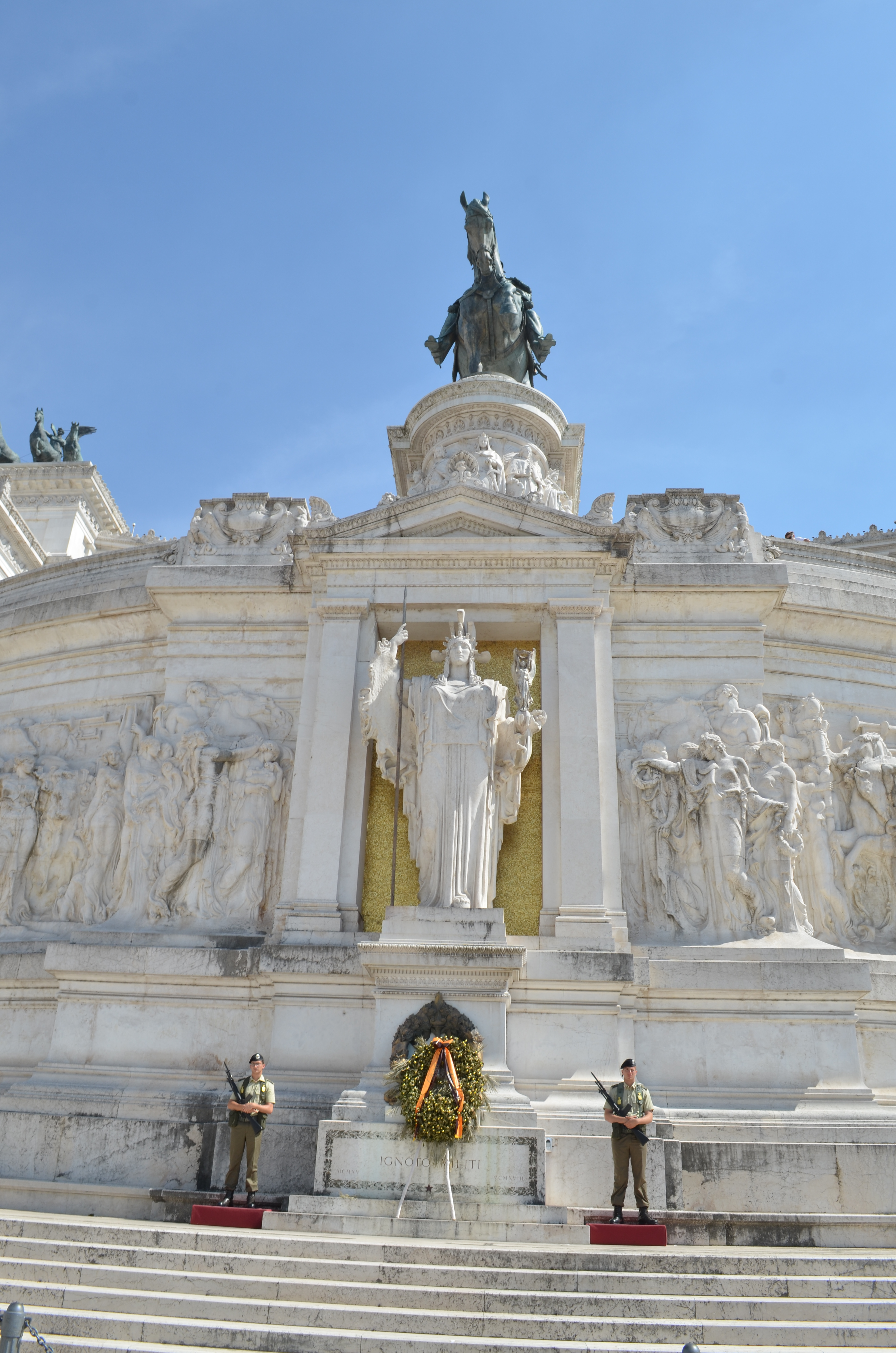

### Piazza Venezia a Roma

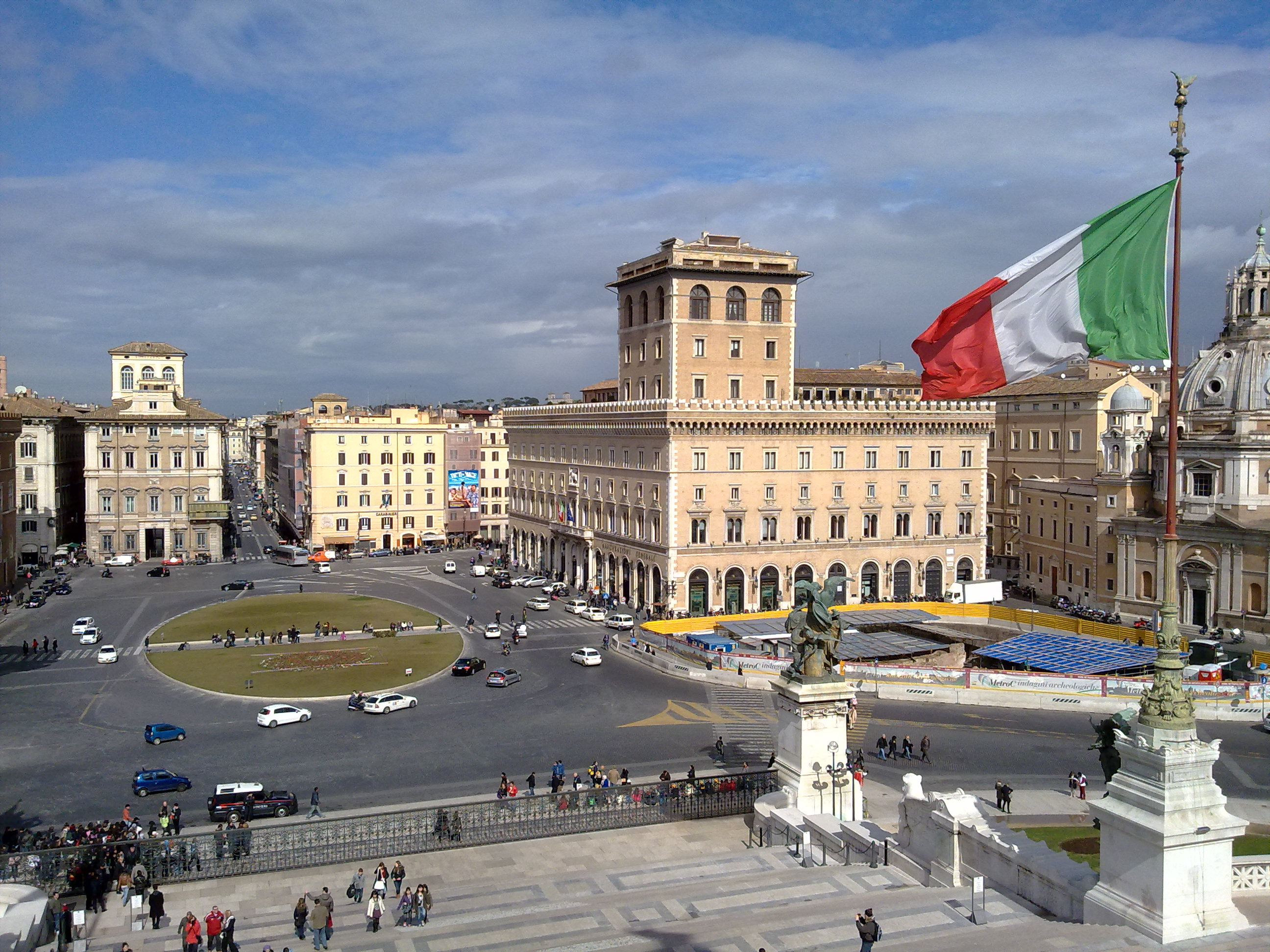
Roma, Piazza Venezia, con il Palazzo delle Assicurazioni Generali (1902 - 1905).

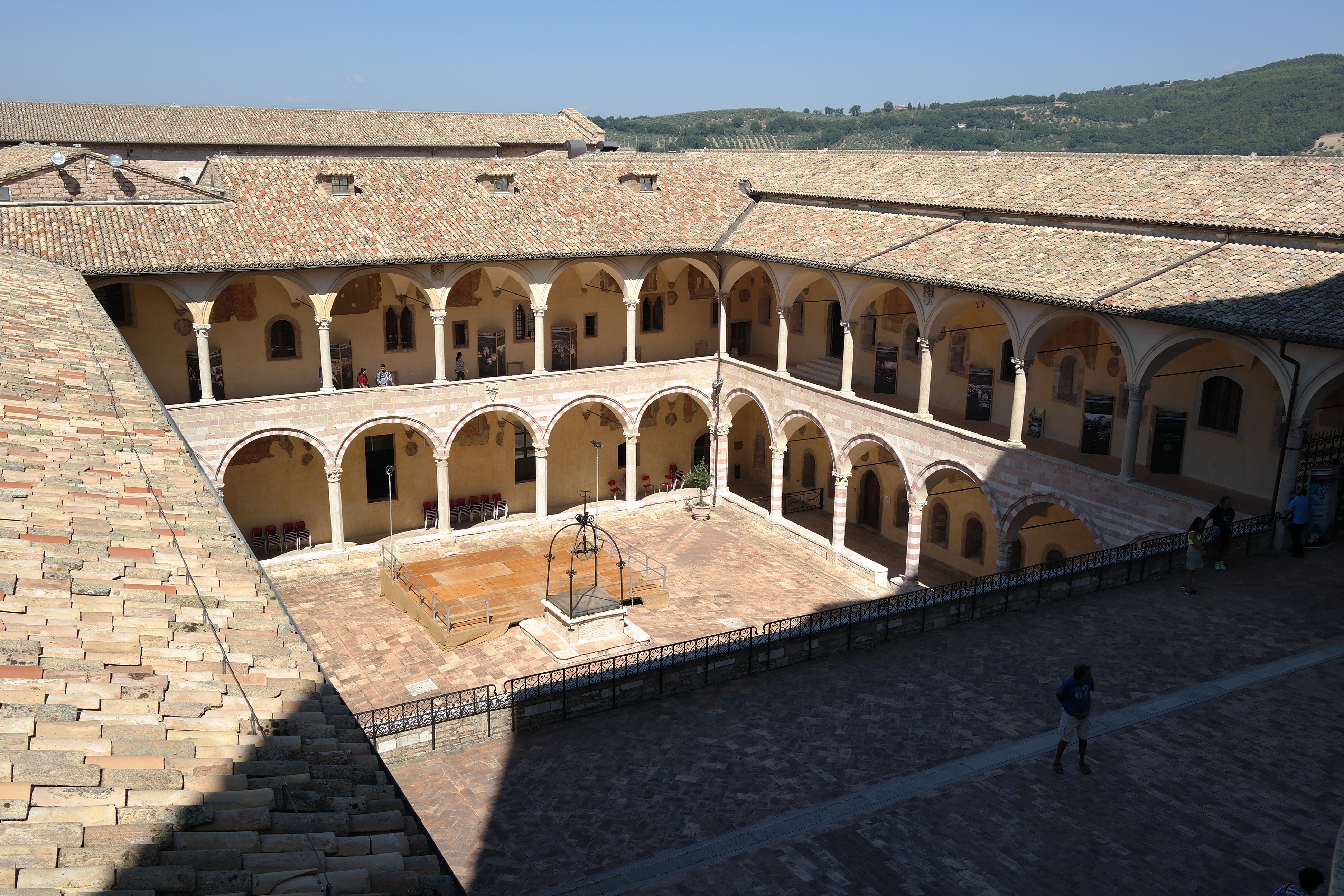
Chiostro della basilica di San Francesco, il cui aspetto medievale è stato ripristinato da Sacconi

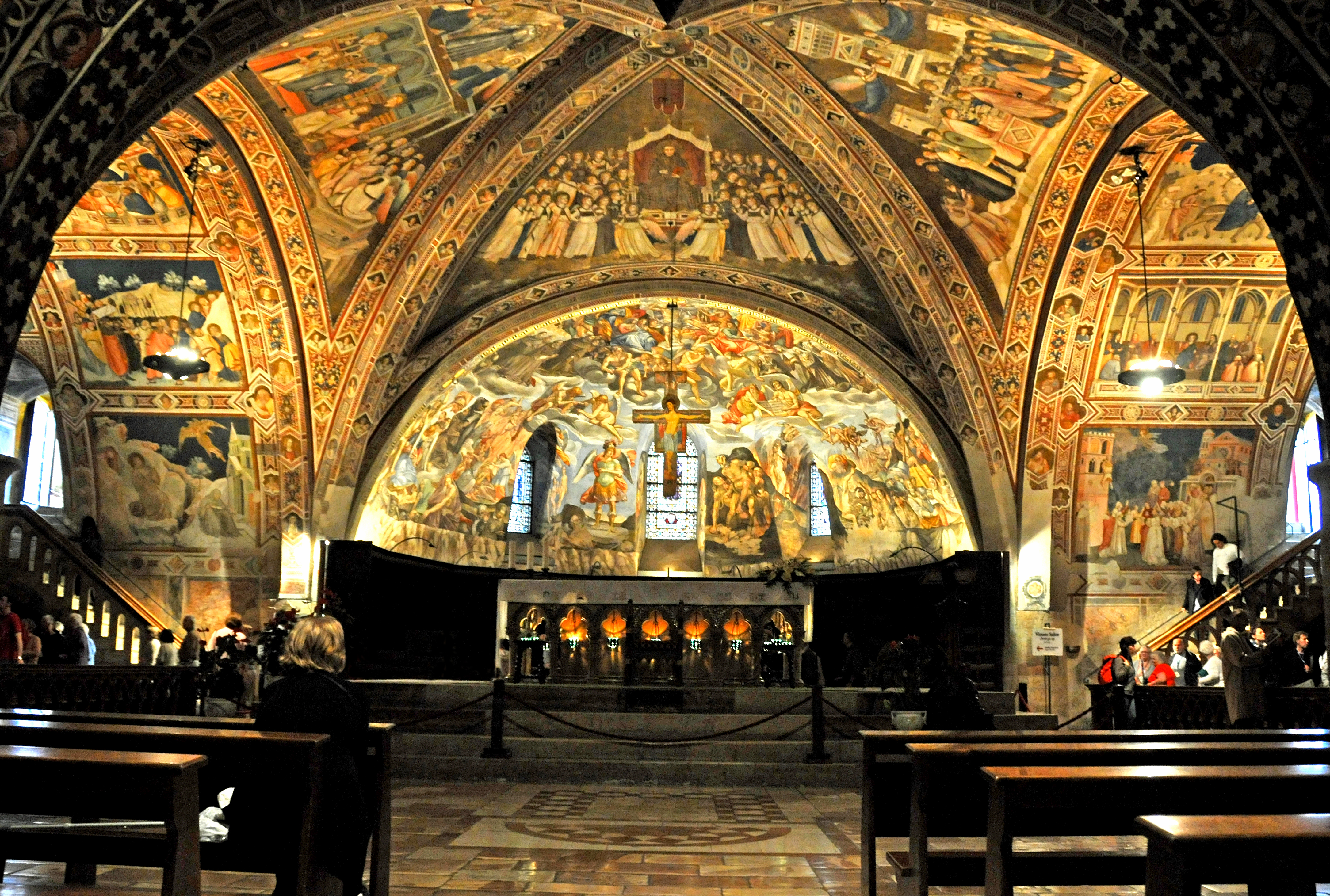
Basilica di San Francesco - l'abside della basilica inferiore, le cui vetrate sono state ripristinate da Sacconi

In seguito al progetto del Vittoriano, venne affidato al Sacconi il compito di ridisegnare Piazza Venezia. In questa piazza sua è anche l'idea iniziale per il Palazzo delle Assicurazioni Generali, in cui curò la simmetria con il Palazzo Venezia; il palazzo fu poi realizzato dal suo allievo Guido Cirilli, in collaborazione con Alberto Manassei ed Arturo Pazzi.
A Roma, Sacconi progettò anche la tomba di Umberto I al Pantheon.

### Cappella espiatoria di Monza

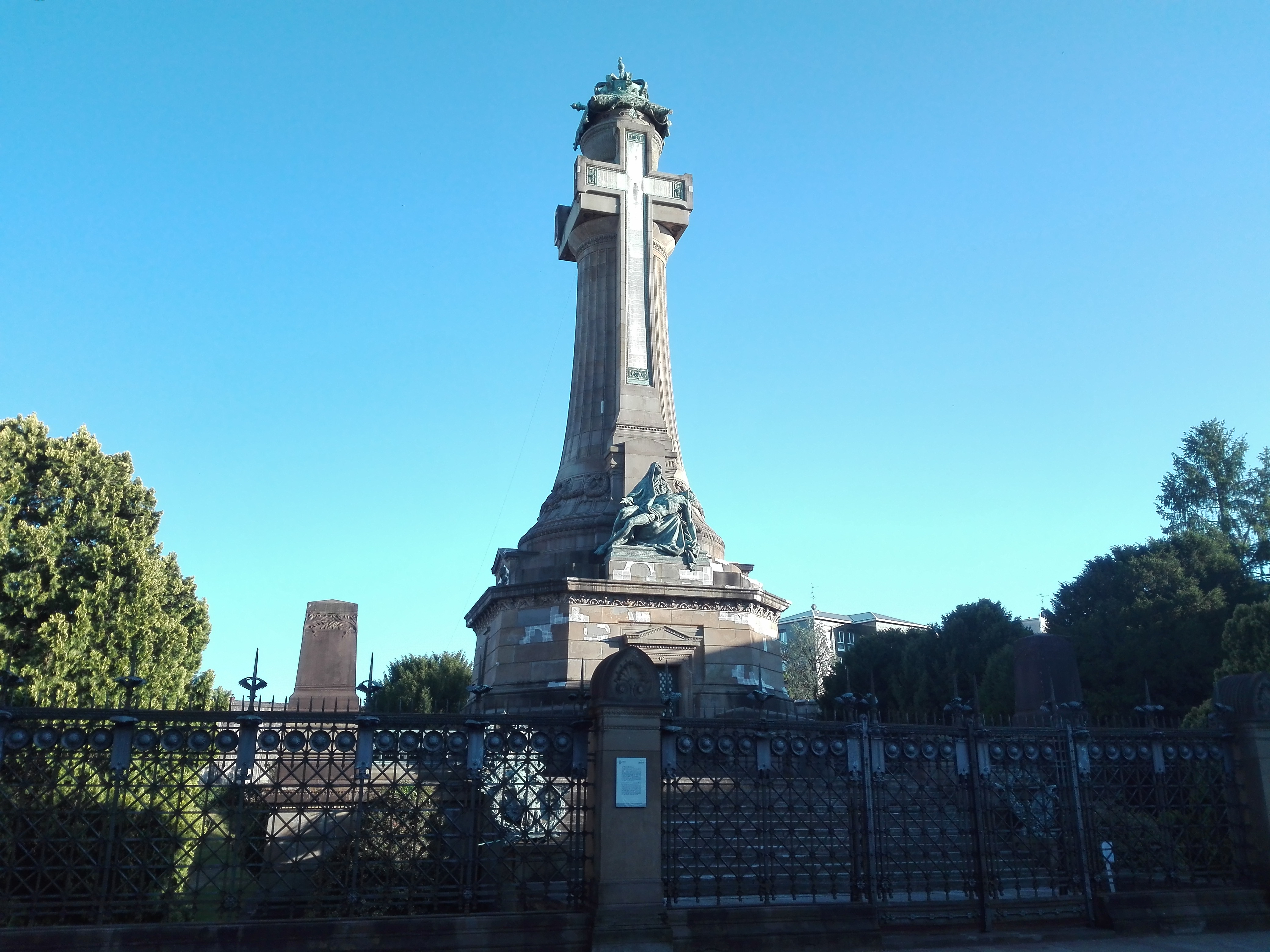
Veduta generale della Cappella Espiatoria a Monza
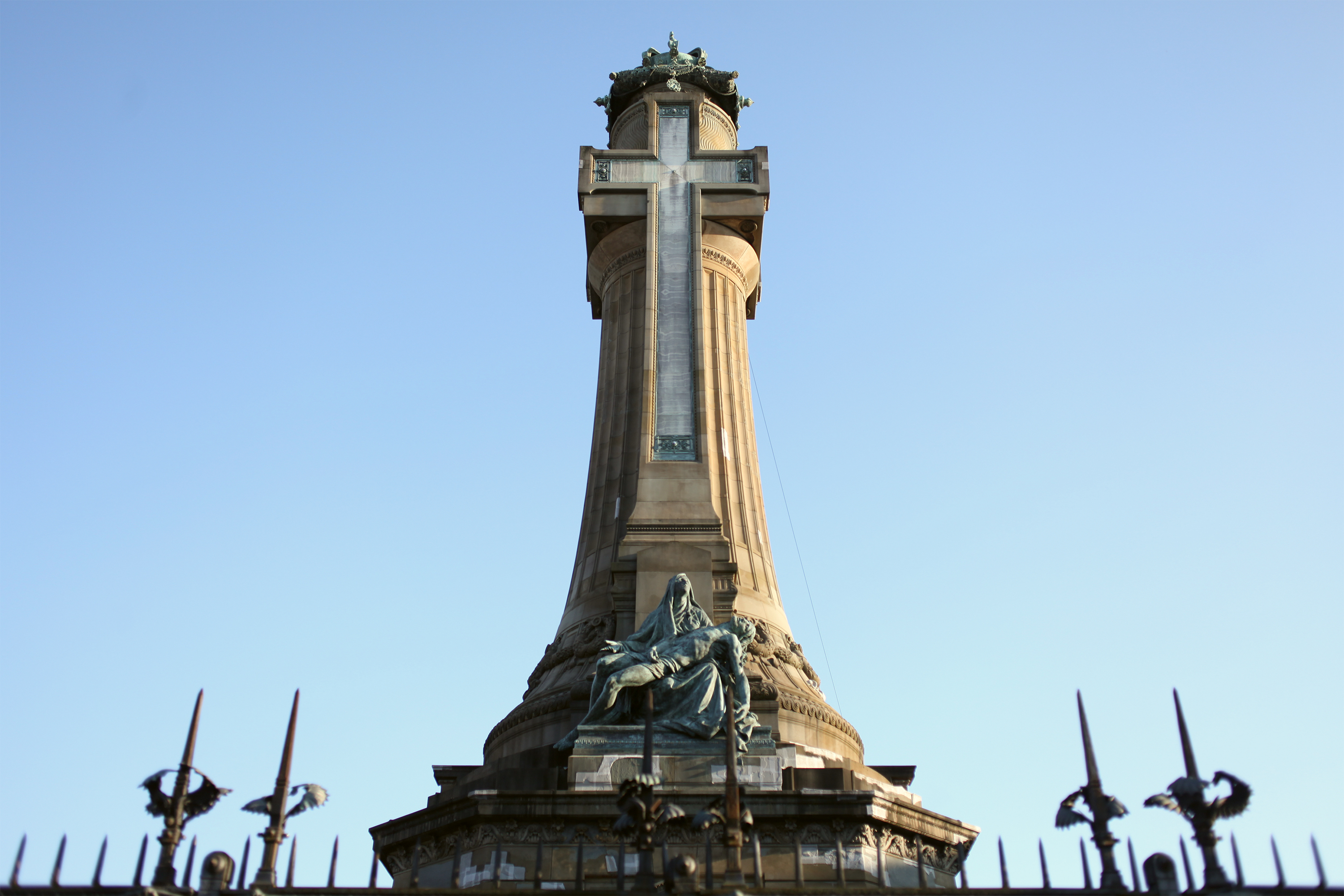
La Cappella Espiatoria vista dal basso. In evidenza la croce di alabastro che ogni notte del 29 luglio viene illuminata dall'interno
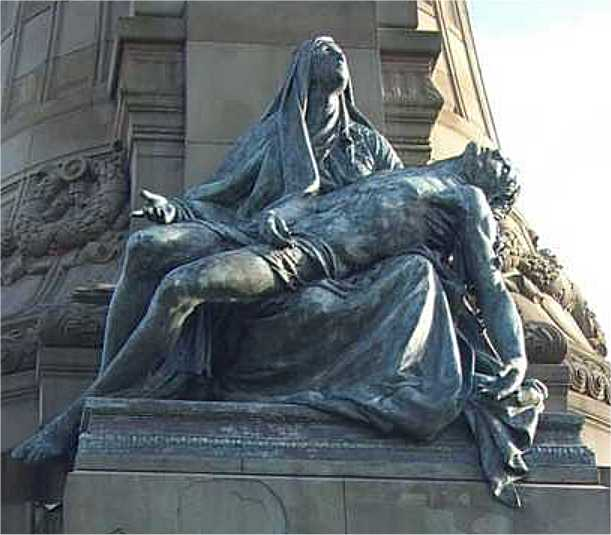
La Pietà in bronzo di Lodovico Pogliaghi
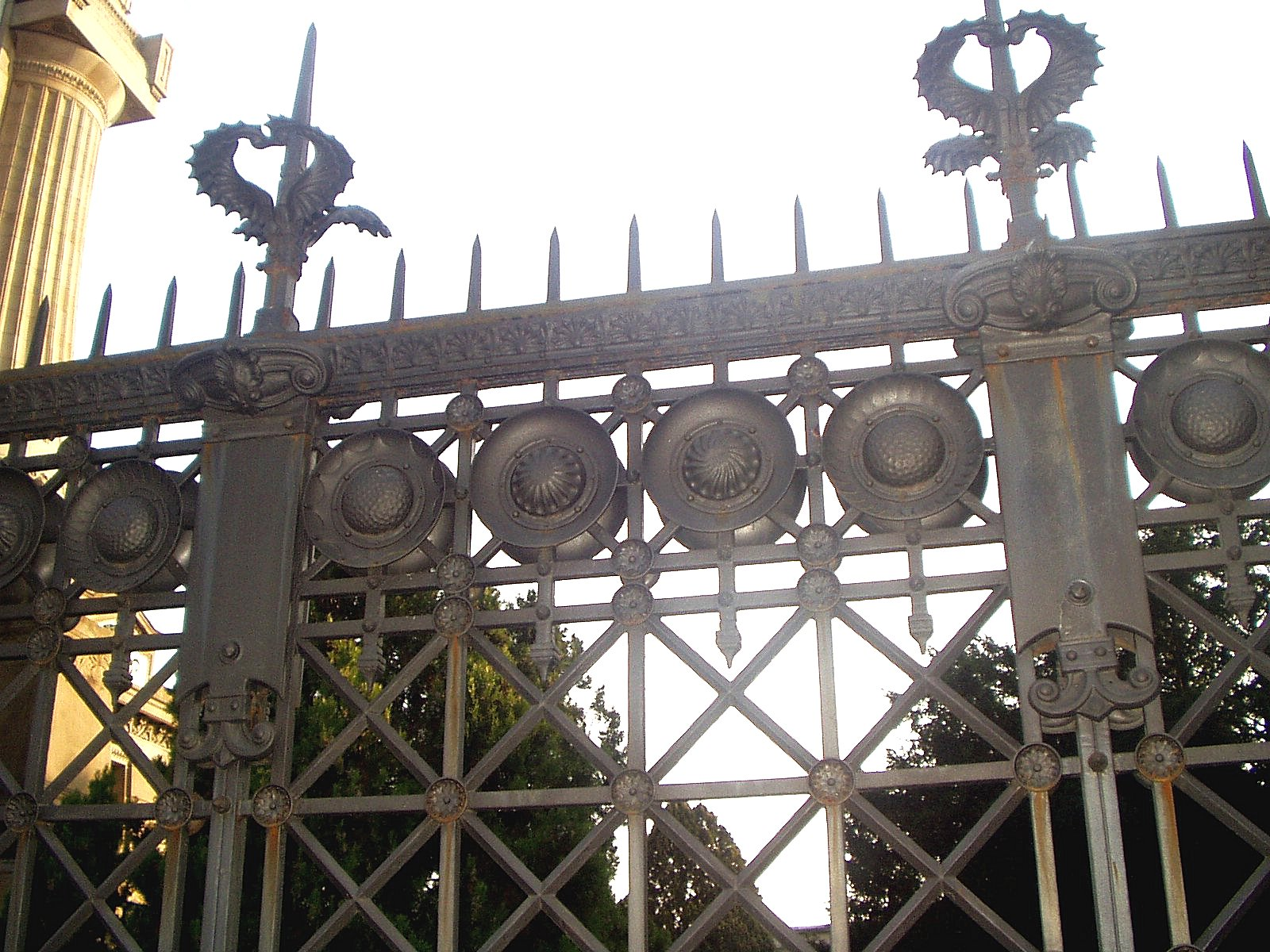
La cancellata opera di Alessandro Mazzucotelli
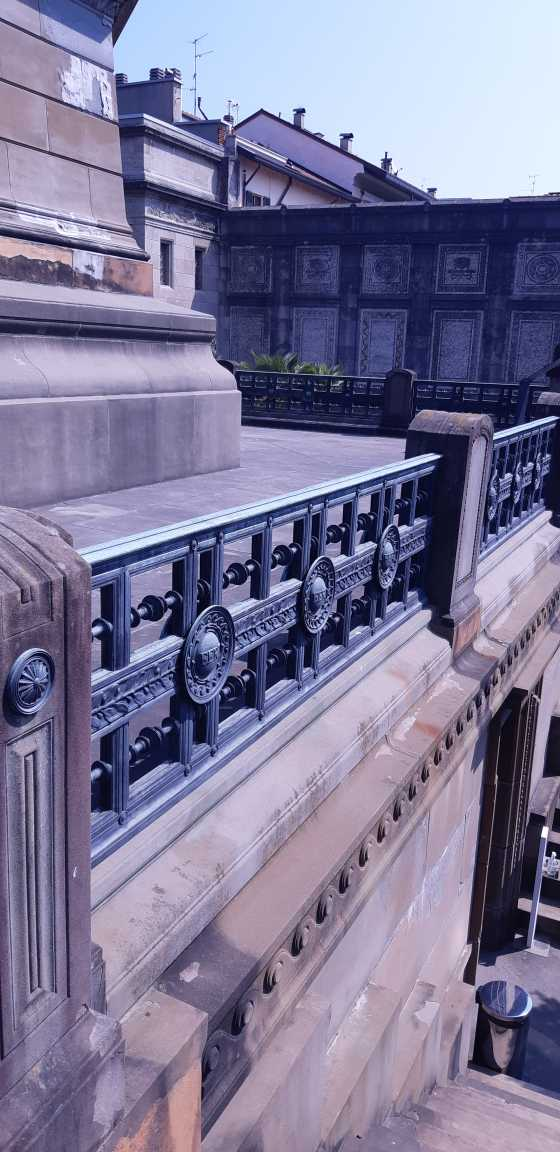
Transenne in bronzo di Giovanni Lomazzi
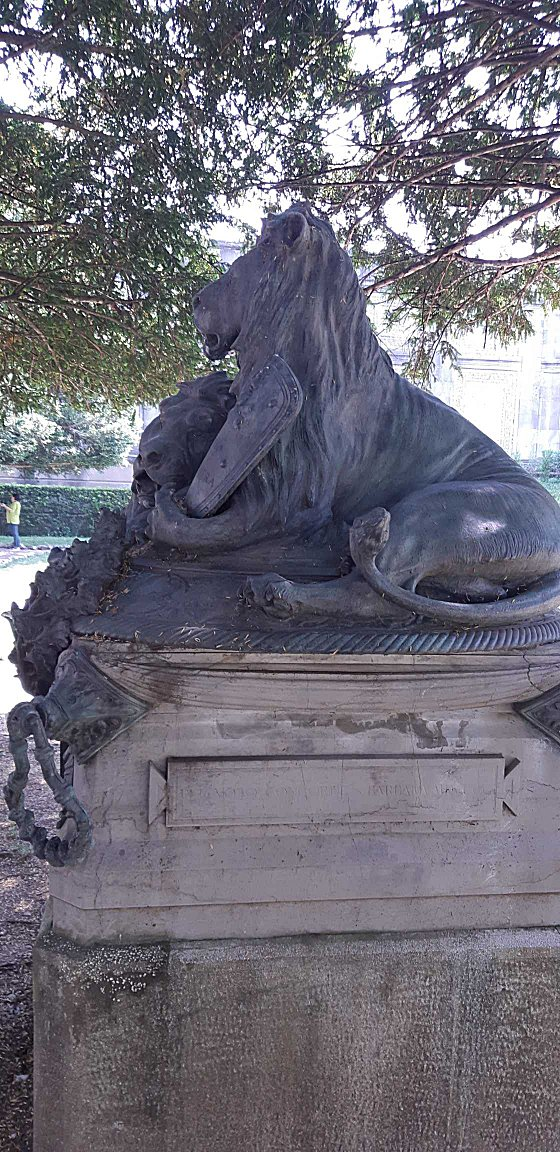
Leoni bronzei di Diego Sarti
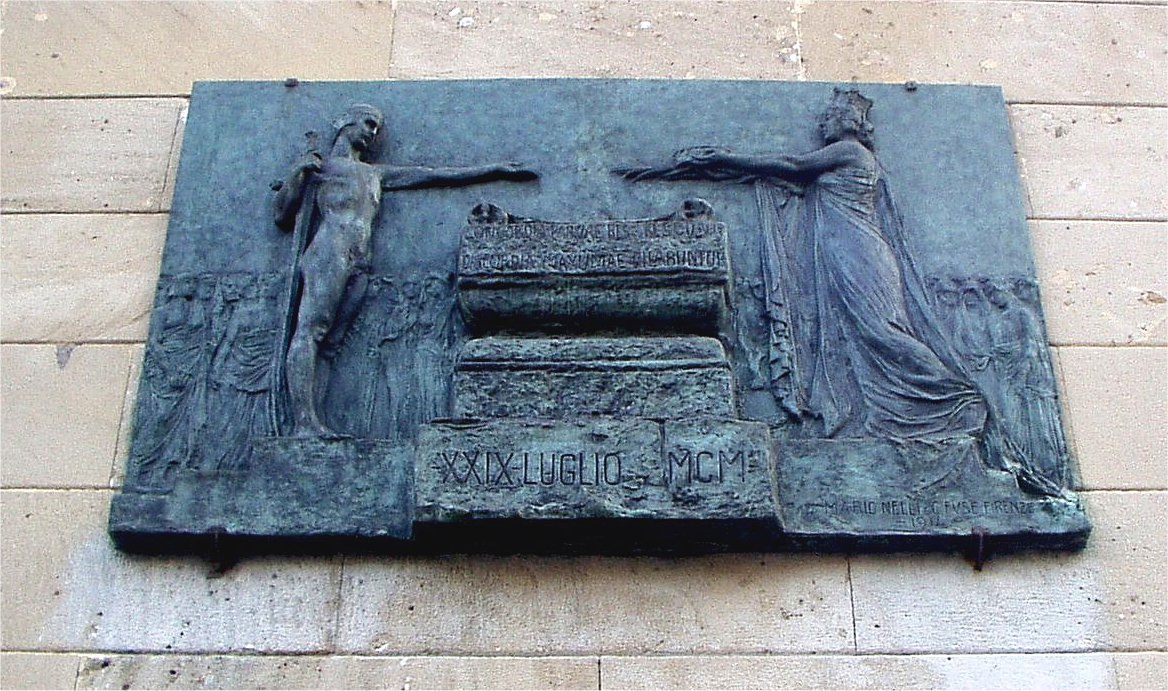
Targa bronzea commemorativa 29.7.1900 di Mario Nelli
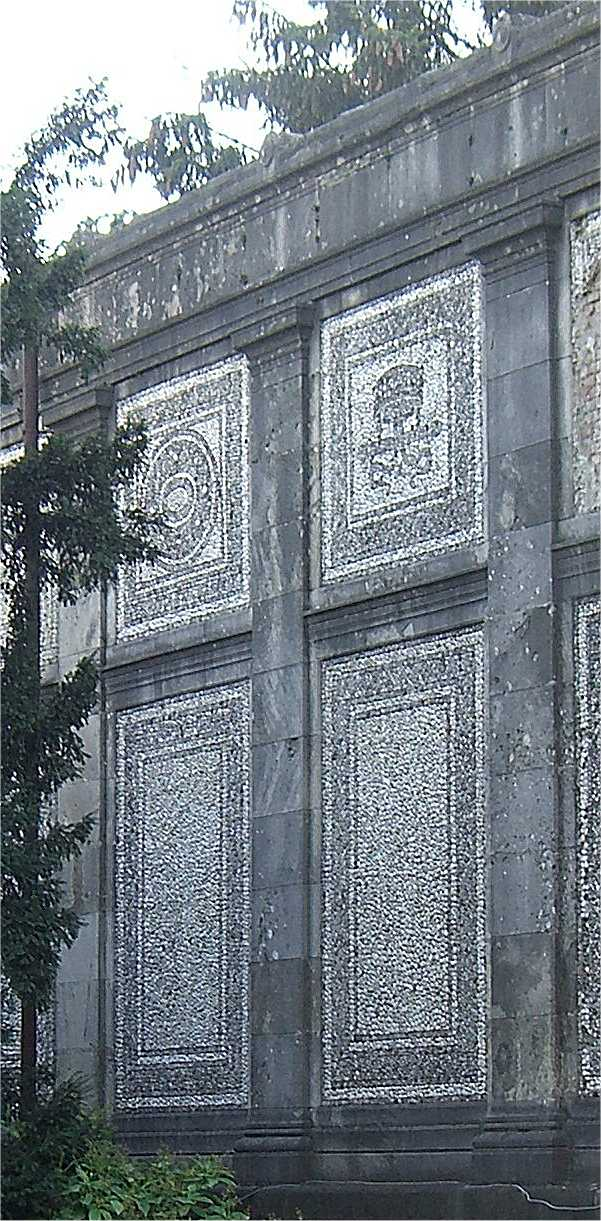
Interno del muro di cinta a mosaico grigio
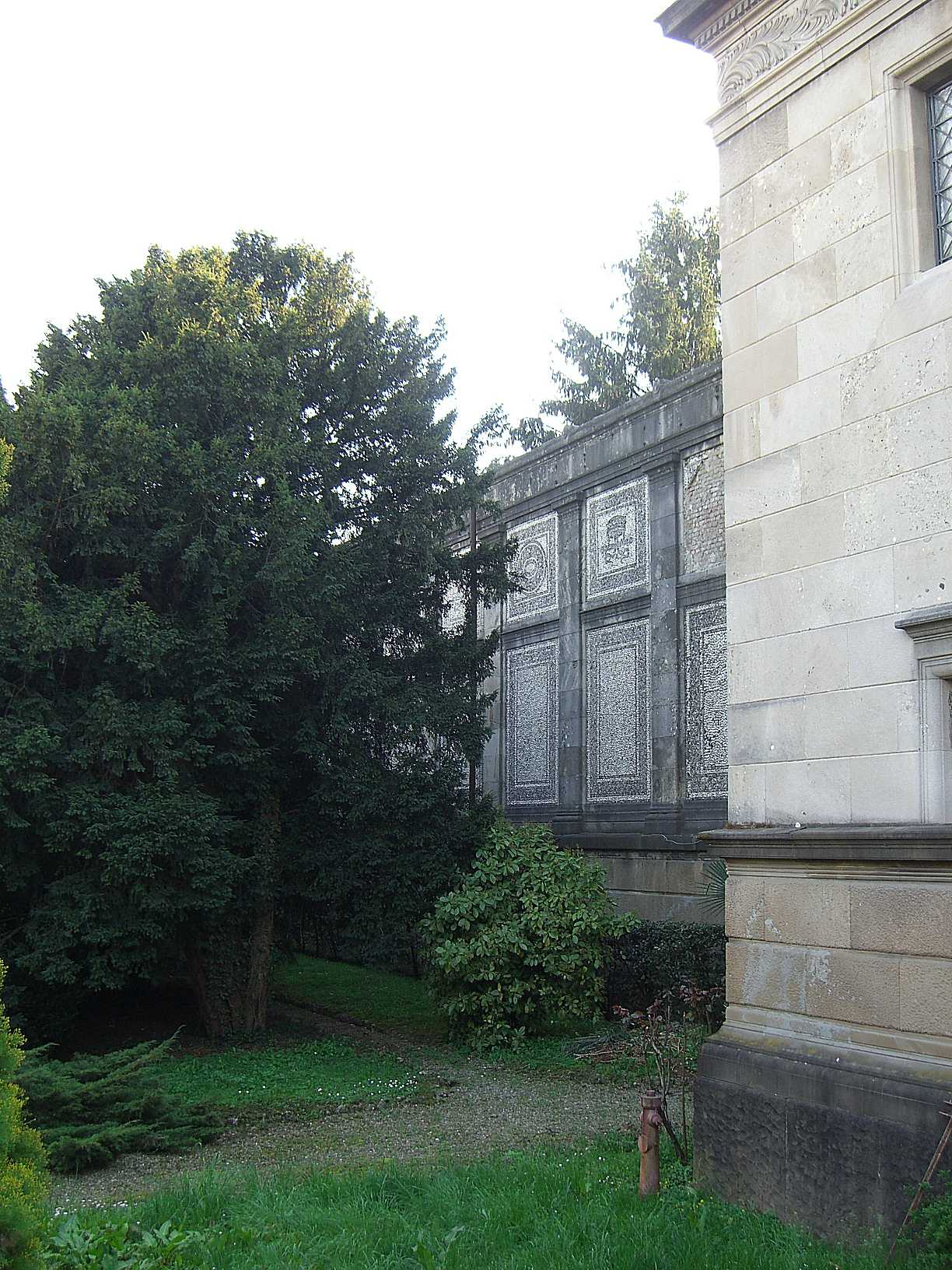
Interno del muro di cinta della Cappella rivestito a mosaico grigio
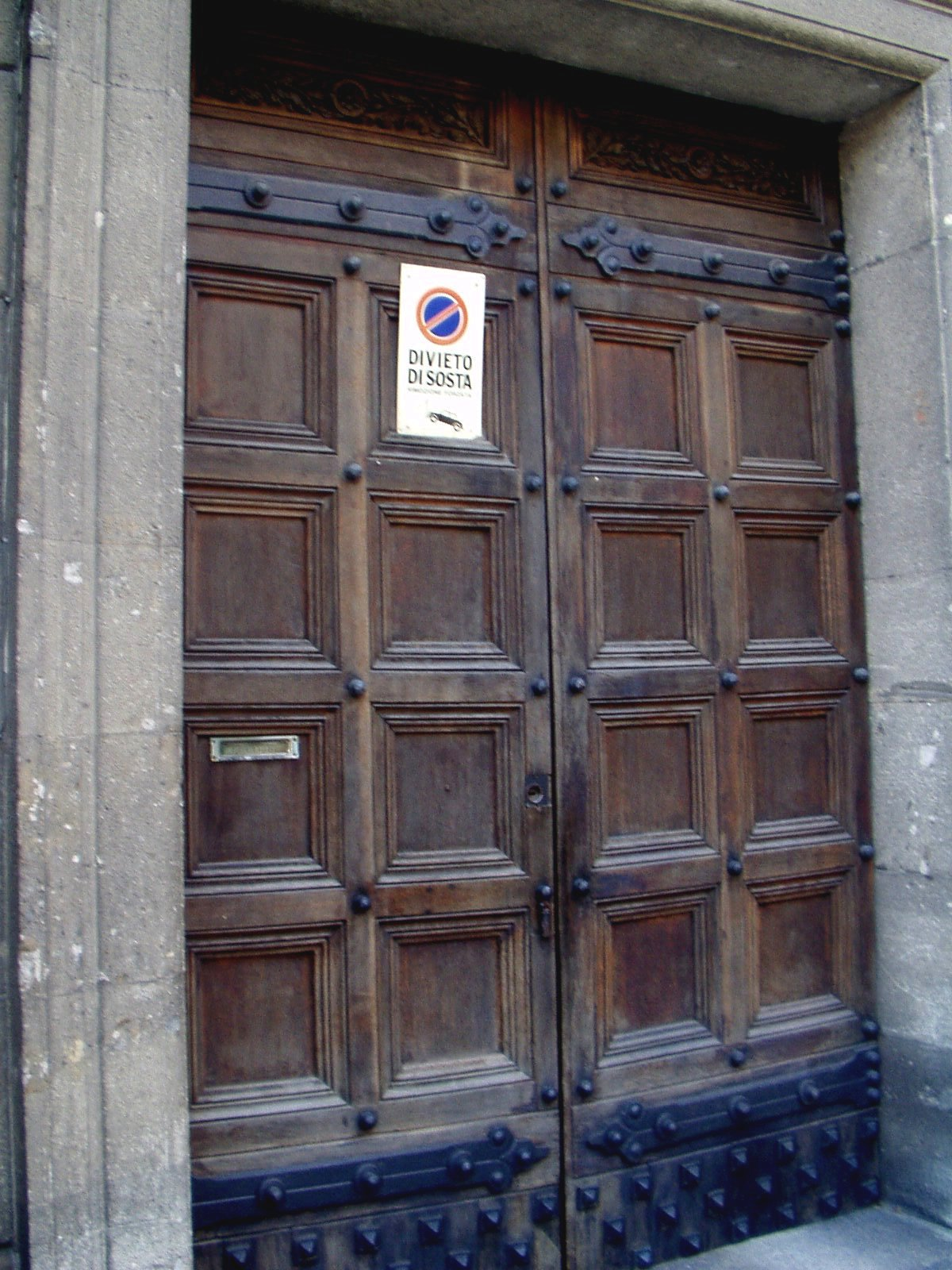
Portone di legno d'ingresso alla cripta

Altra importante opera, di rilievo nazionale, fu la Cappella Espiatoria di Monza, per commemorare l'assassinio del re Umberto I, che sorge nel punto esatto in cui l’anarchico Gaetano Bresci sparò al Re, uccidendolo, al termine di una manifestazione sportiva.

### Restauri di monumenti
Nel 1885 il governo decise di redigere un elenco dei monumenti nazionali, al fine di tutela; Giuseppe Sacconi venne incaricato come delegato regionale per l’Umbria e le Marche. Per ogni monumento identificato egli doveva indicare le opere necessarie a metterlo in buone condizioni statiche, fornirne le perizie di costo necessarie per l'esecuzione di tali opere, vigilare sulla corretta conservazione dei monumenti censiti e denunciare i restauri non rispettosi. Nel 1891, in seguito ad una riforma riguardante la tutela dei beni architettonici, vennero istituite le soprintendenze ai monumenti; Sacconi, in continuità con l'incarico precedente, ebbe la direzione dell’Ufficio Regionale per l'Umbria e le Marche, con sede a Perugia e con giurisdizione che comprendeva anche le province di Rieti e di Teramo. Il suo incarico, pur molto gravoso, fu a titolo gratuito in quanto egli era deputato in Parlamento (lo rimase dal 1884 al 1902). Rimase in carica formalmente sino alla morte, ma dal 1902, a causa del suo grave stato di salute, fu sostituito dal punto di vista pratico dal suo collaboratore Dante Viviani.
Nei circa undici anni in cui fu direttore della soprintendenza ai monumenti di Marche ed Umbria, Sacconi pose mano a 111 interventi di restauro, tra cui si segnalano i più notevoli.
Basilica di San Francesco ad Assisi
Varie furono le questioni che Sacconi affrontò per ciò che riguarda la Basilica di San Francesco ad Assisi. I principali interventi riguardarono la loggia del chiostro di Sisto IV e le vetrate istoriate. Nella loggia del chiostro curò il ripristino dell'aspetto medievale, attraverso la demolizione degli interventi rinascimentali di Baccio Pontelli, mentre per le vetrate, ne promosse reintegrazioni e rifacimenti in stile, in particolare di quelle dell'abside della basilica inferiore.
Basilica della Santa Casa a Loreto
Notevole è l'opera di Sacconi nel restauro della basilica della Santa Casa, a Loreto. In quest'edificio collaborò con il suo discepolo Guido Cirilli secondo il concetto di riedizione stilistica gotica dell'apparato decorativo. Gli interventi sulla basilica erano stati promossi dalla Congregazione universale della Santa Casa, fondata nel 1883 e affidata alla direzione dei frati cappuccini; scopo dell'istituzione era la diffusione della devozione verso la Santa Casa, con una visione universalistica e perciò promossa in tutti i paesi cattolici. Grazie a consistenti offerte provenienti da ogni parte del mondo, nel VI Centenario della Traslazione della Santa Casa, la congregazione promosse la decorazione di sette cappelle absidali, ciascuna con le offerte dei fedeli di una lingua o di una nazione. Sacconi scelse invece di lasciare due cappelle con le decorazioni originale, per il loro valore storico ed artistico. Inoltre, anche la cupola fu restaurata staticamente e nuovamente affrescata, con le offerte dei fedeli italiani. Per quanto riguarda l'aspetto esterno della basilica, Sacconi ripristinò i finestroni gotici in pietra bianca del Conero. Si forniscono di seguito alcuni dettagli sulle varie parti della basilica restaurate da Sacconi.
- Cupola. Nel XVII secolo era stata affrescata dal Pomarancio[10]; col passare dei secoli quegli affreschi si deperirono e iniziò a staccarsene delle parti. Salvando quanto si poteva, attraverso la tecnica dello "stacco", la cupola fu nuovamente dipinta da Cesare Maccari[10] con la Storia del dogma dell'Immacolata e delle Litanie Lauretane.
- Cappella Francese. L'apparato decorativo è di Sacconi, mentre la decorazione pittorica fu affidata a Charles-Joseph Lameire[11].
- Cappella Slava. L'apparato decorativo è di Sacconi, che disegnò la ricchissima cancellata artistica[12]. Gli affreschi si devono a Biagio Biagetti (1912-1913). Il trittico dell'altare è opera del 1897 di Stanislao de Witten[11].
- Cappella Tedesca. L'apparato decorativo è di Sacconi; si segnala in particolare il coro ligneo in stile gotico fiorito[12]. Gli affreschi sono opera di Ludovico Seitz[11].
- Cappella Polacca. L'apparato decorativo è di Sacconi, mentre la decorazione pittorica è dovuta ad Arturo Gatti[11].
- Cappella Spagnola. Fu la prima sulla quale si intervenne, fra il 1886 e il 1890. L'apparato decorativo è di Sacconi, che ornò le pareti con edicole in rilievo, entro le quali si trovano i dipinti, seguendo il principio eclettico di interrompere la monotonia delle scene pittoriche con cornici di aspetto e colore brillante. Anche la cancellata artistica è stata progettata da Sacconi, come pure l'altare, in stile gotico fiorito, ispirato al portale di San Francesco alle Scale, in Ancona[12]. Gli affreschi delle pareti sono di Modesto Faustini[11][13][14].

In epoca successiva, cambiati i criteri del restauro, gli interventi di Sacconi hanno fatto discutere.

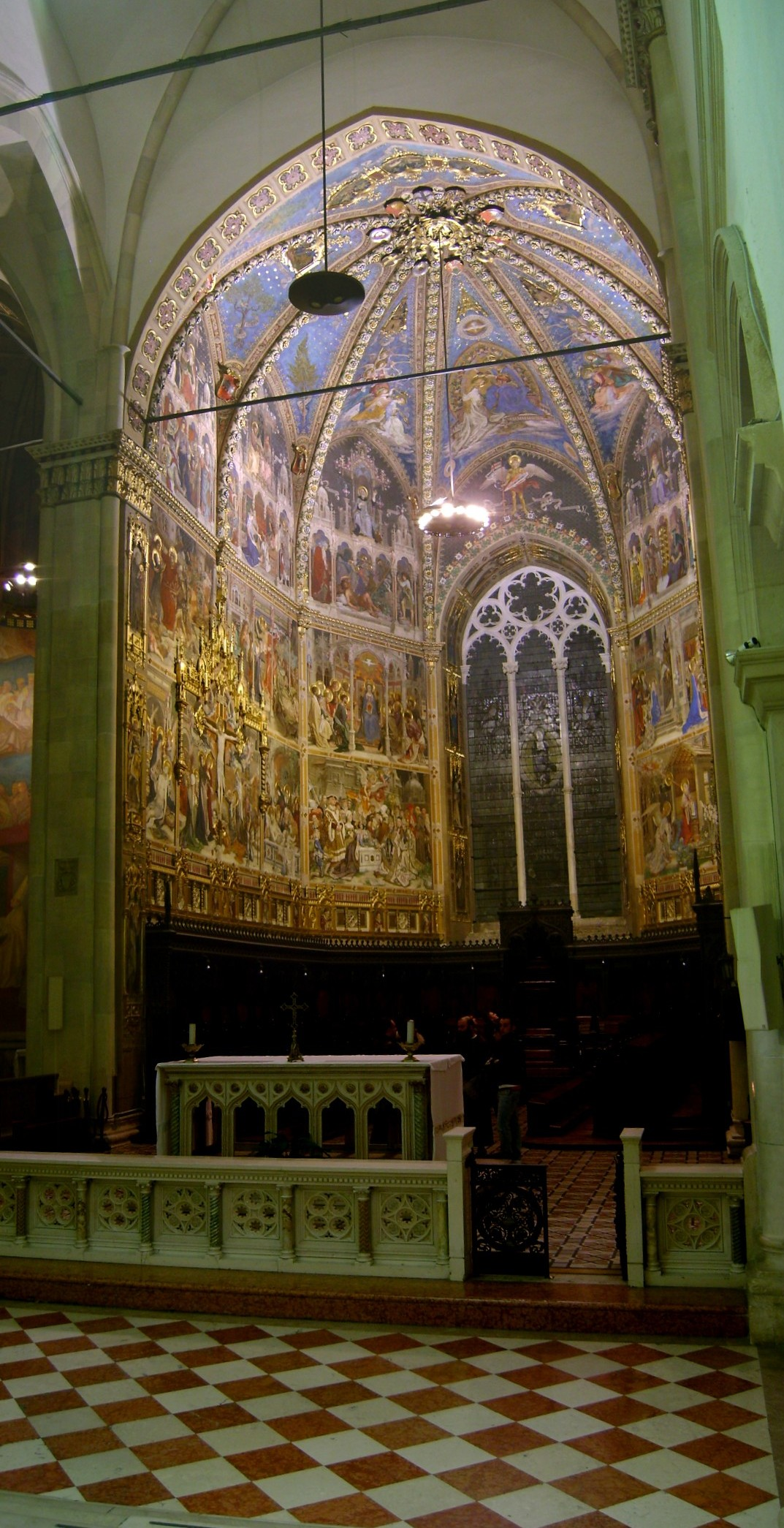
Cappella tedesca
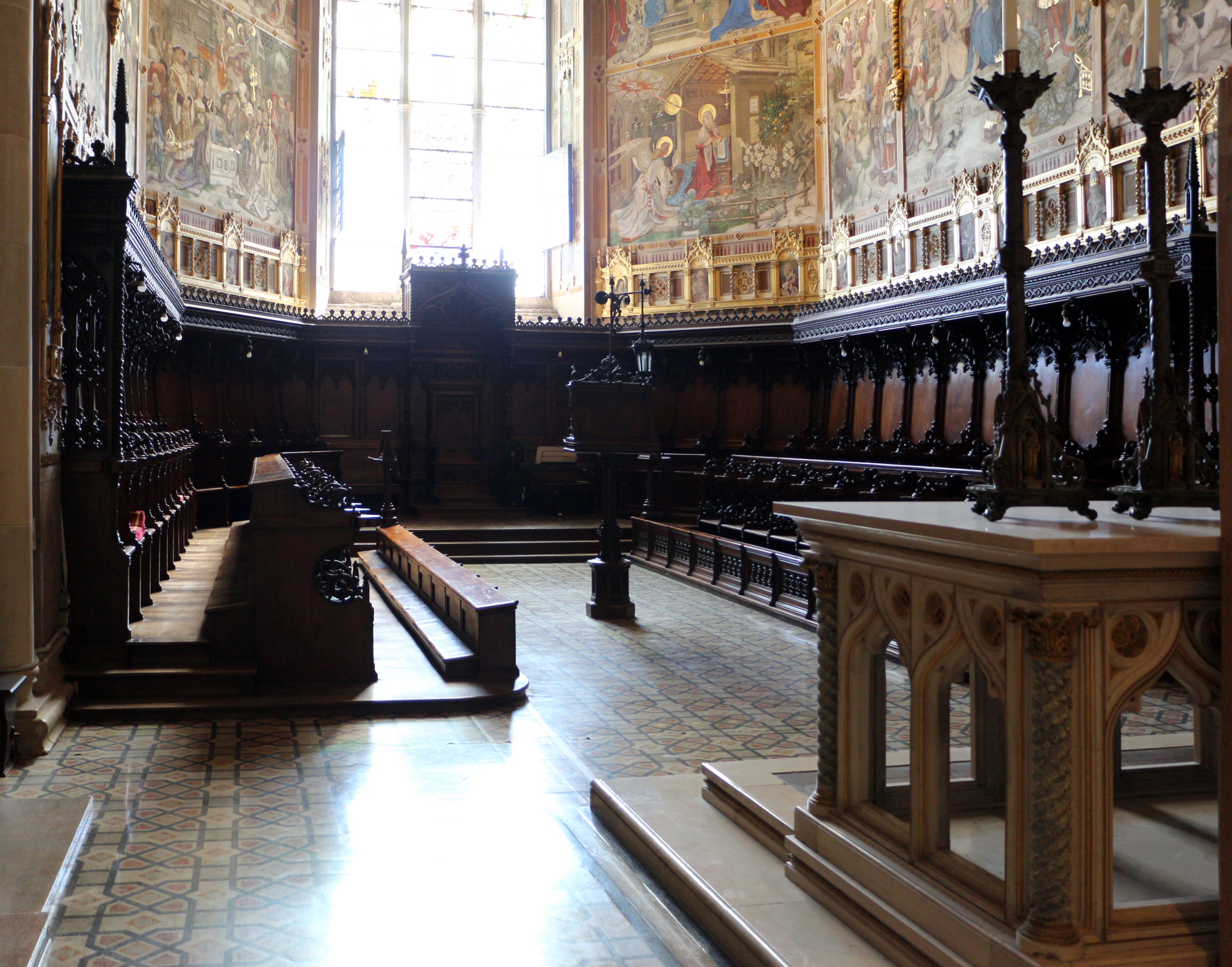
Cappella tedesca - il coro ligneo
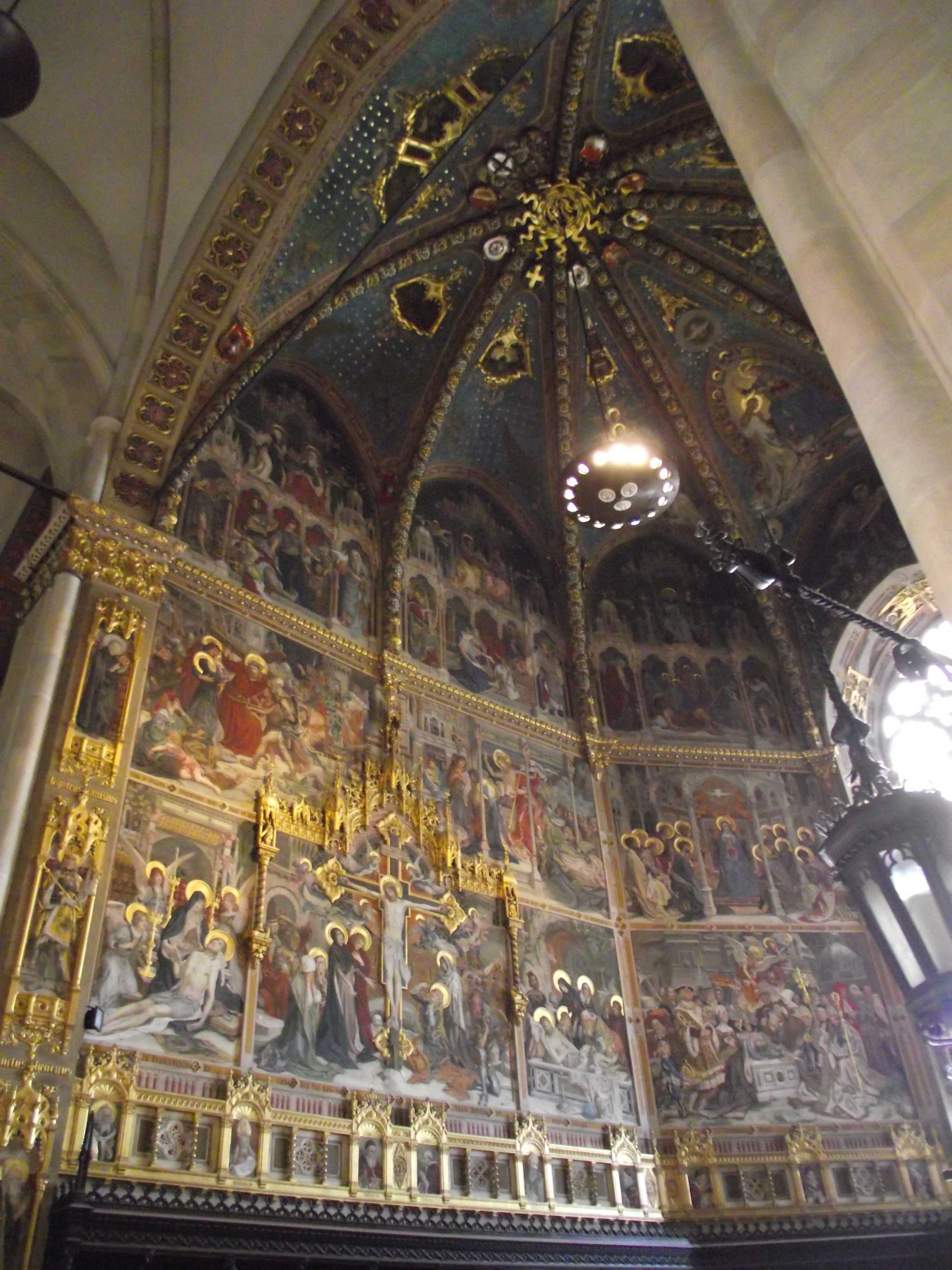
Cappella tedesca
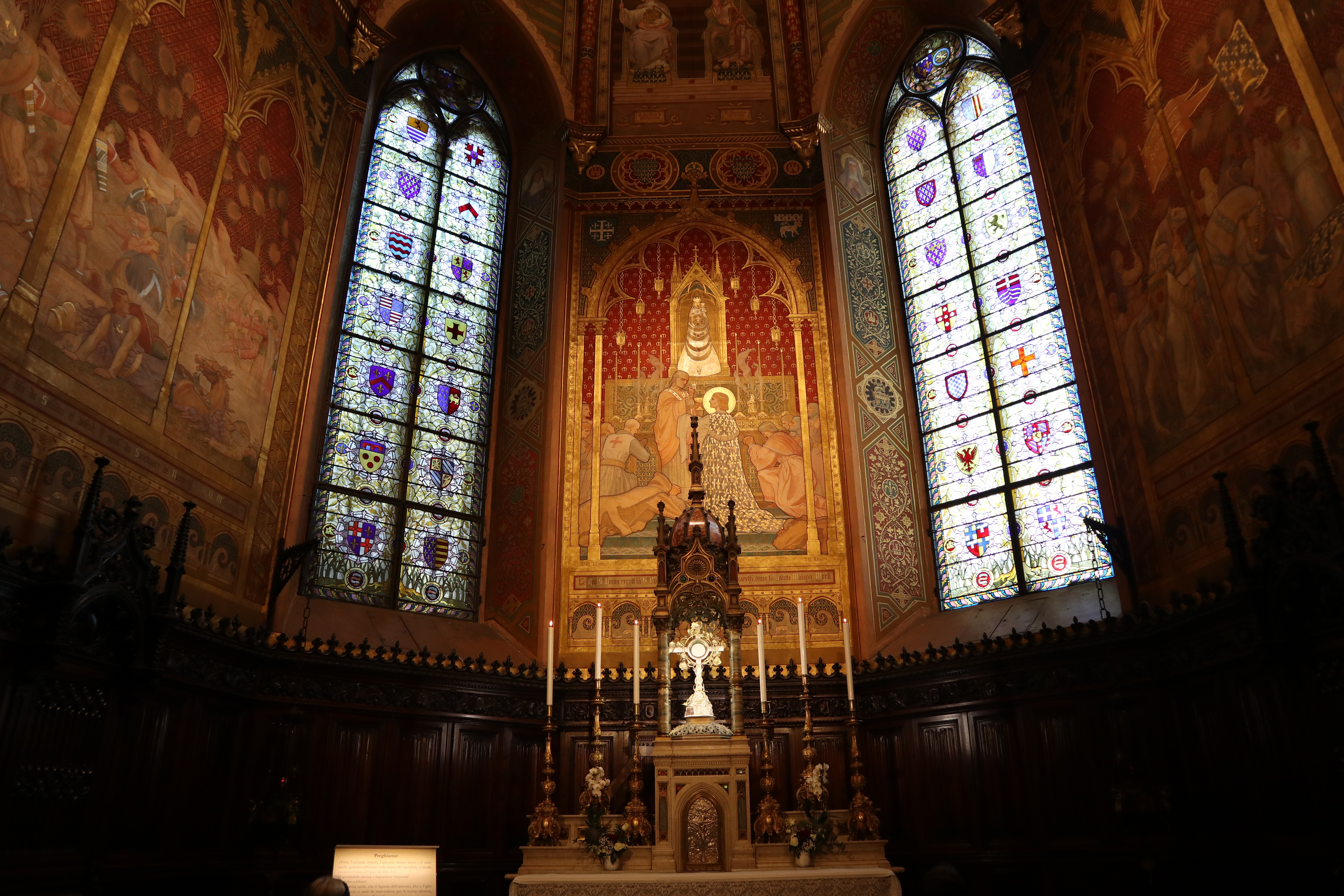
Cappella francese
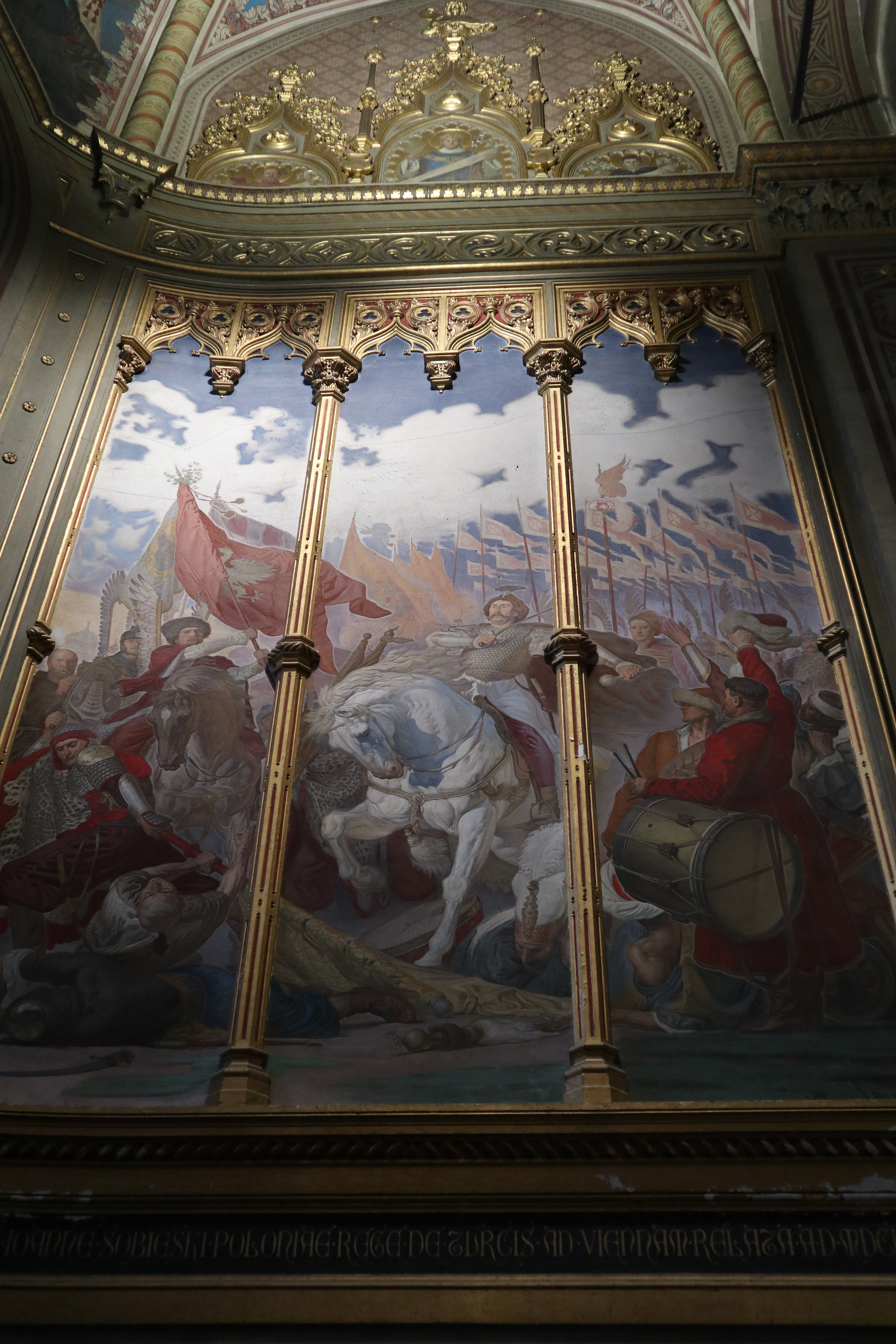
Cappella polacca
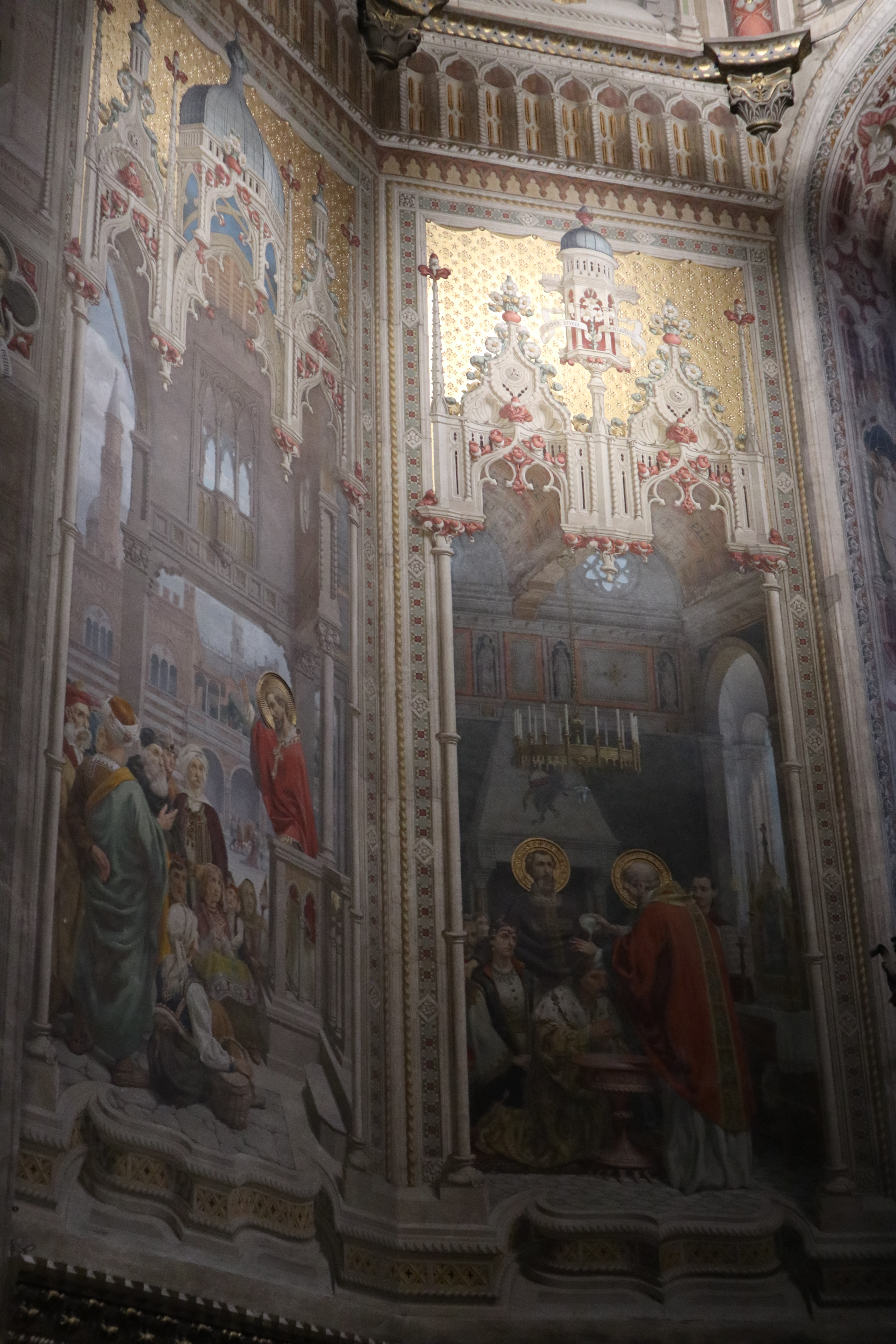
Cappella slava
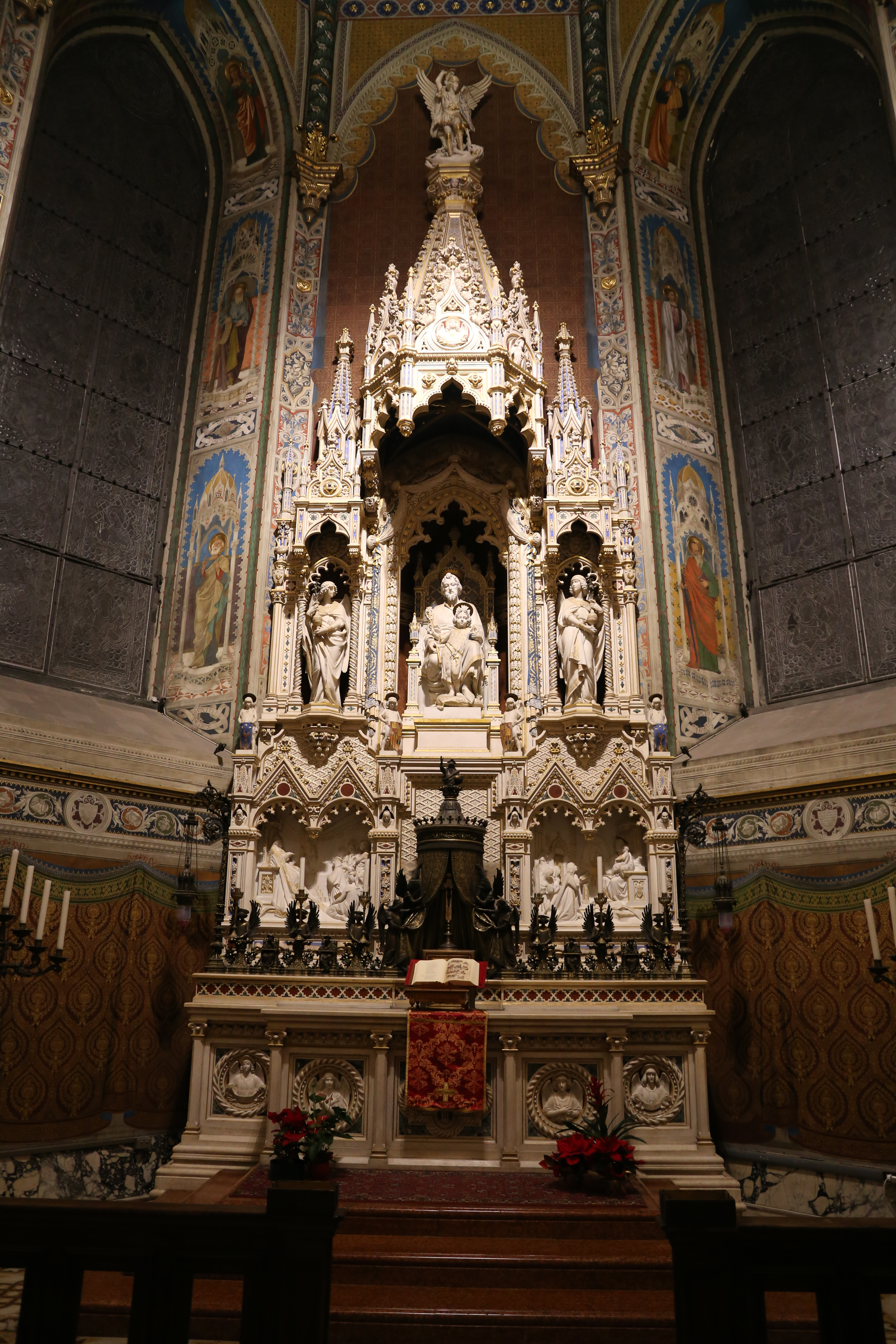
Cappella spagnola
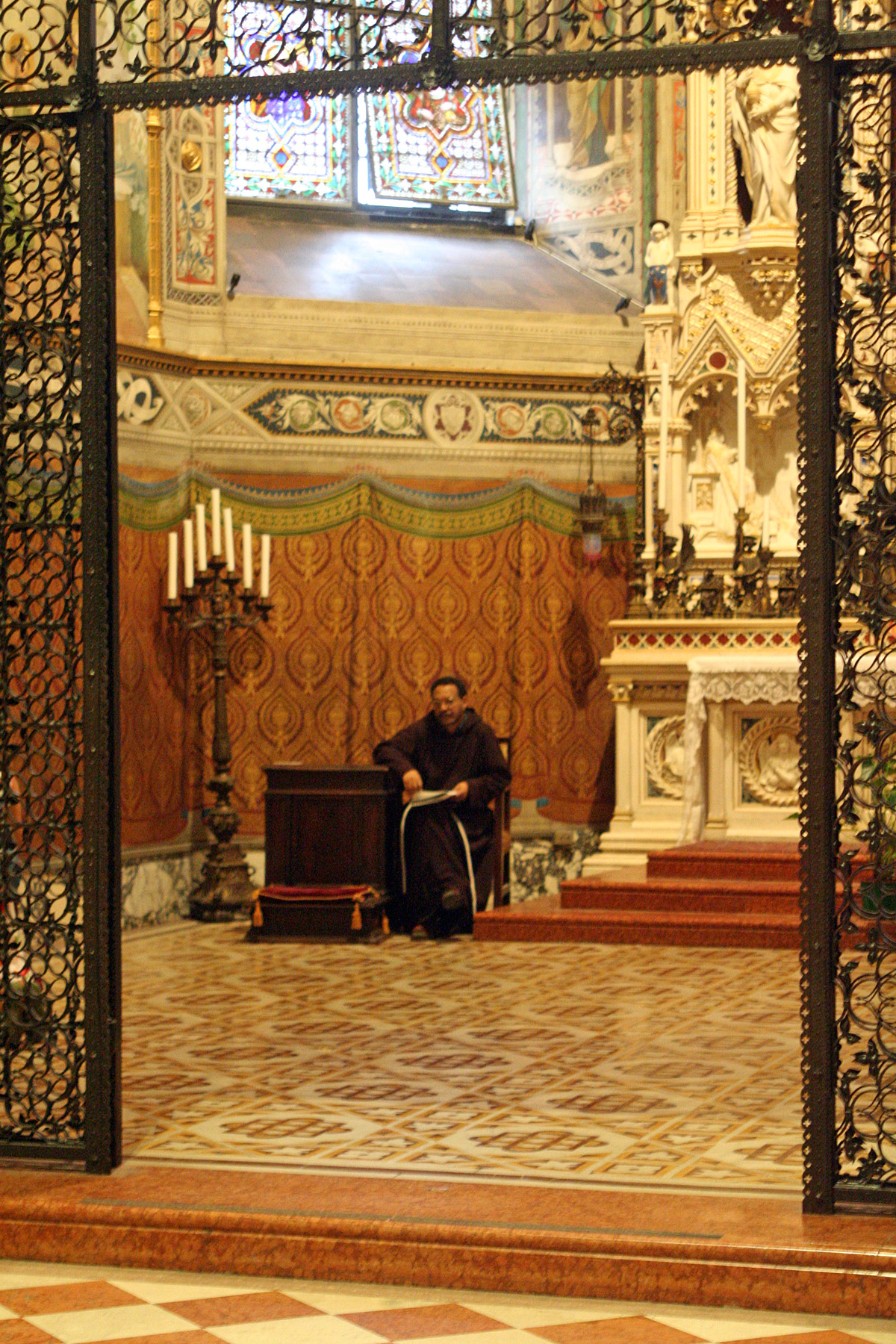
Cappella spagnola
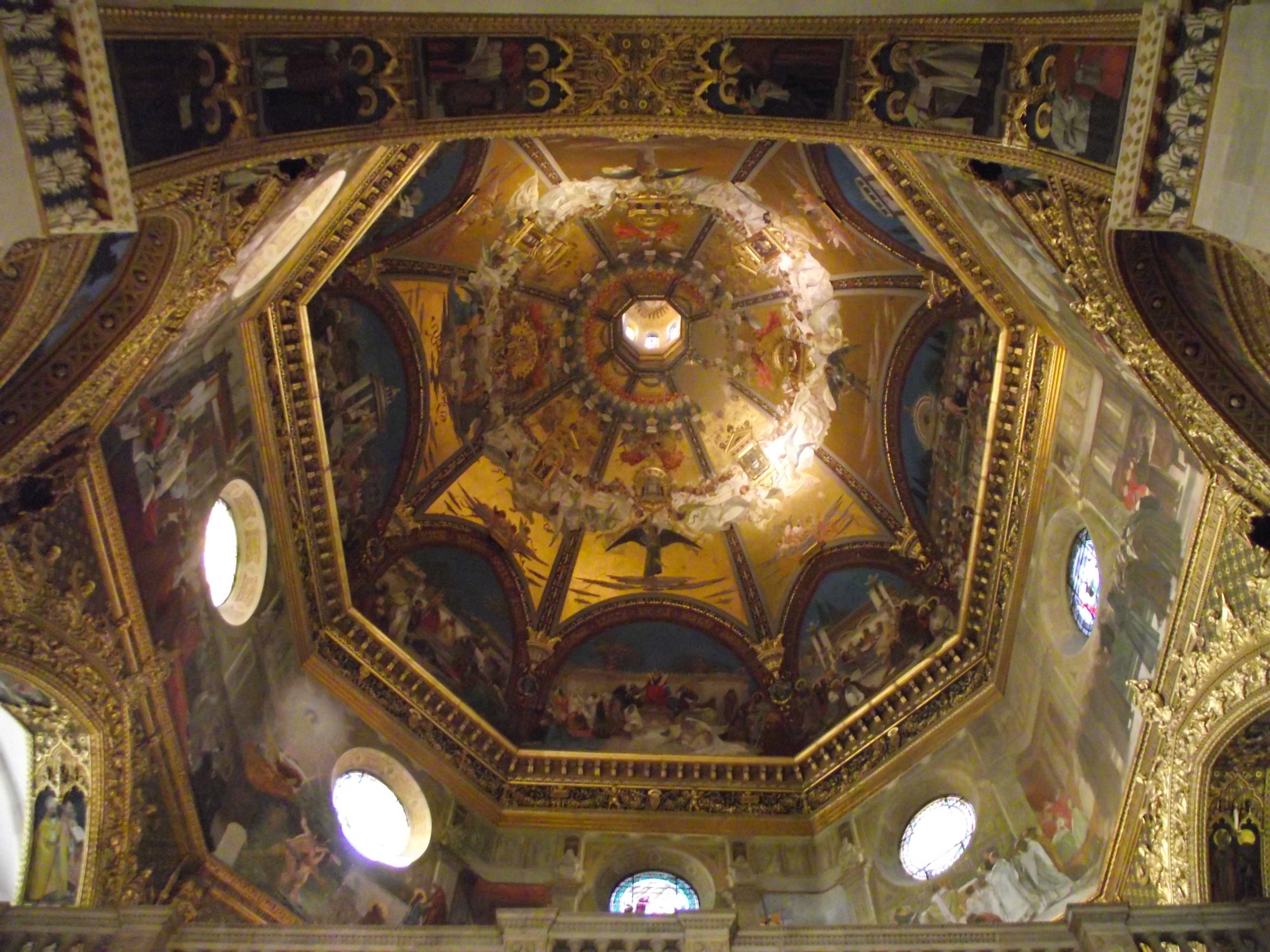
Interno della cupola
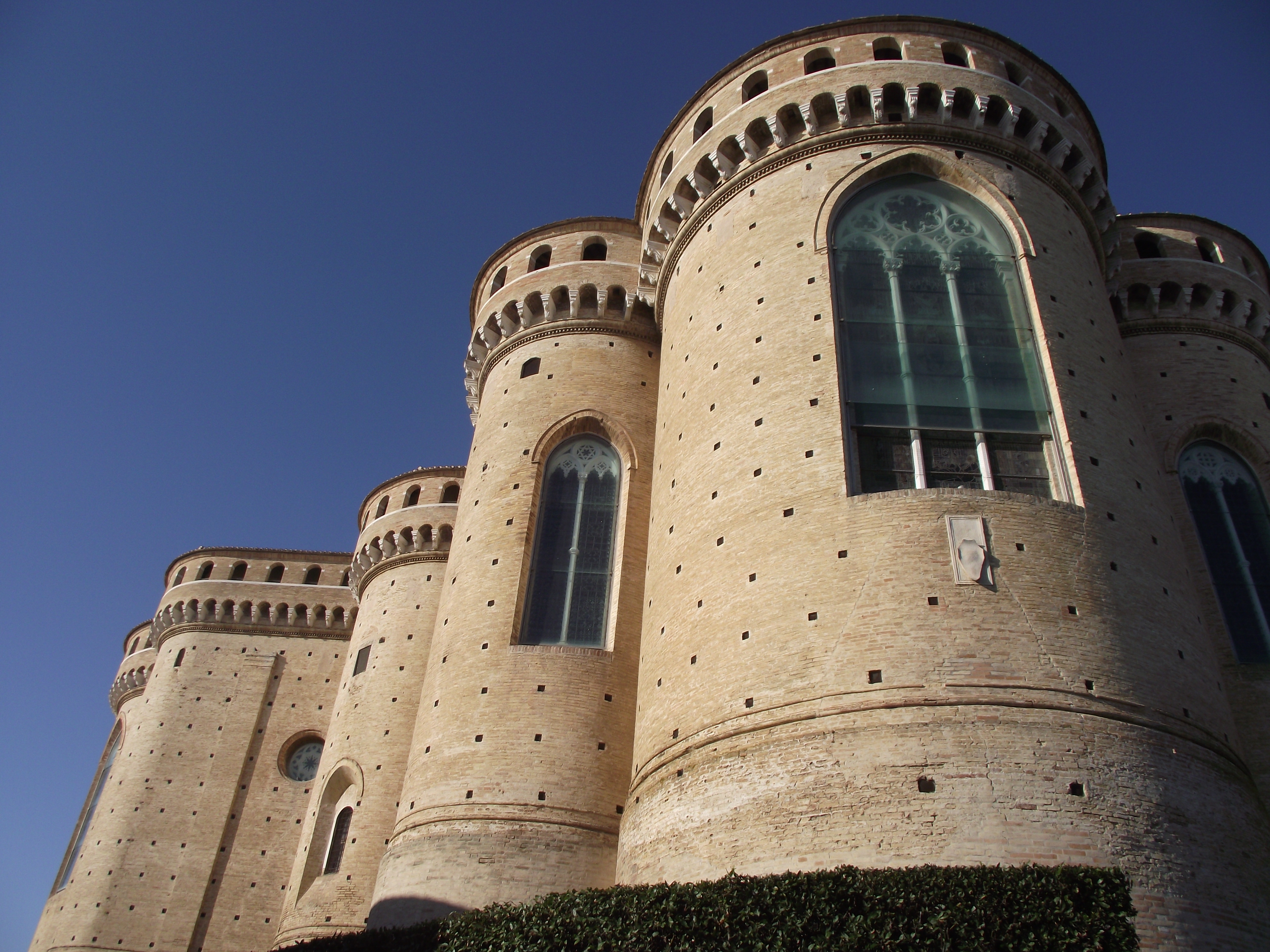
I finestroni gotici ripristinati da Sacconi

Palazzo dei Priori a Perugia
Palazzo Municipali di Rieti
Palazzo municipale di Todi
Palazzo dei Consoli a Gubbio
Fonte Maggiore a Perugia
Duomo di Ancona
Rocca di Gradara
Duomo di Ascoli Piceno
Criticò le condizioni dei restauri precedenti in cui si era trovato ad operare: “Dove poi, in qualche rarissimo caso, si volle tentare un lavoro di ripristino, si finì per deturpare il manufatto, con stridenti aggiunte moderne che ne falsarono il concetto originario, come avvenne, ad esempio, nella chiesa e nel convento di S. Francesco di Assisi; nell’Arco di Traiano e in S. Ciriaco in Ancona; nel chiostro e campanile di S. Giuliana in Perugia; in S. Giovanni Profiamma presso Foligno e nella chiesa di S. Clemente in Casauria.”

## Galleria di opere

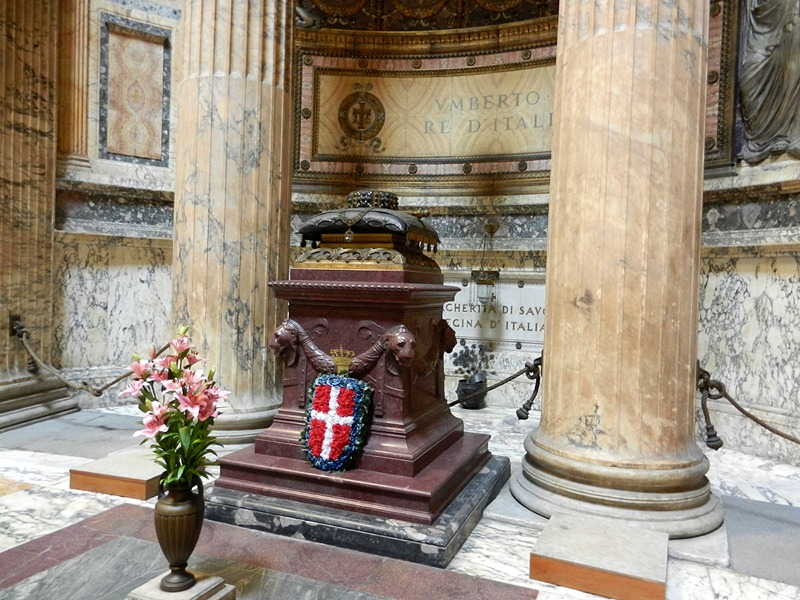
Roma, tomba di Umberto I al Pantheon (1901)
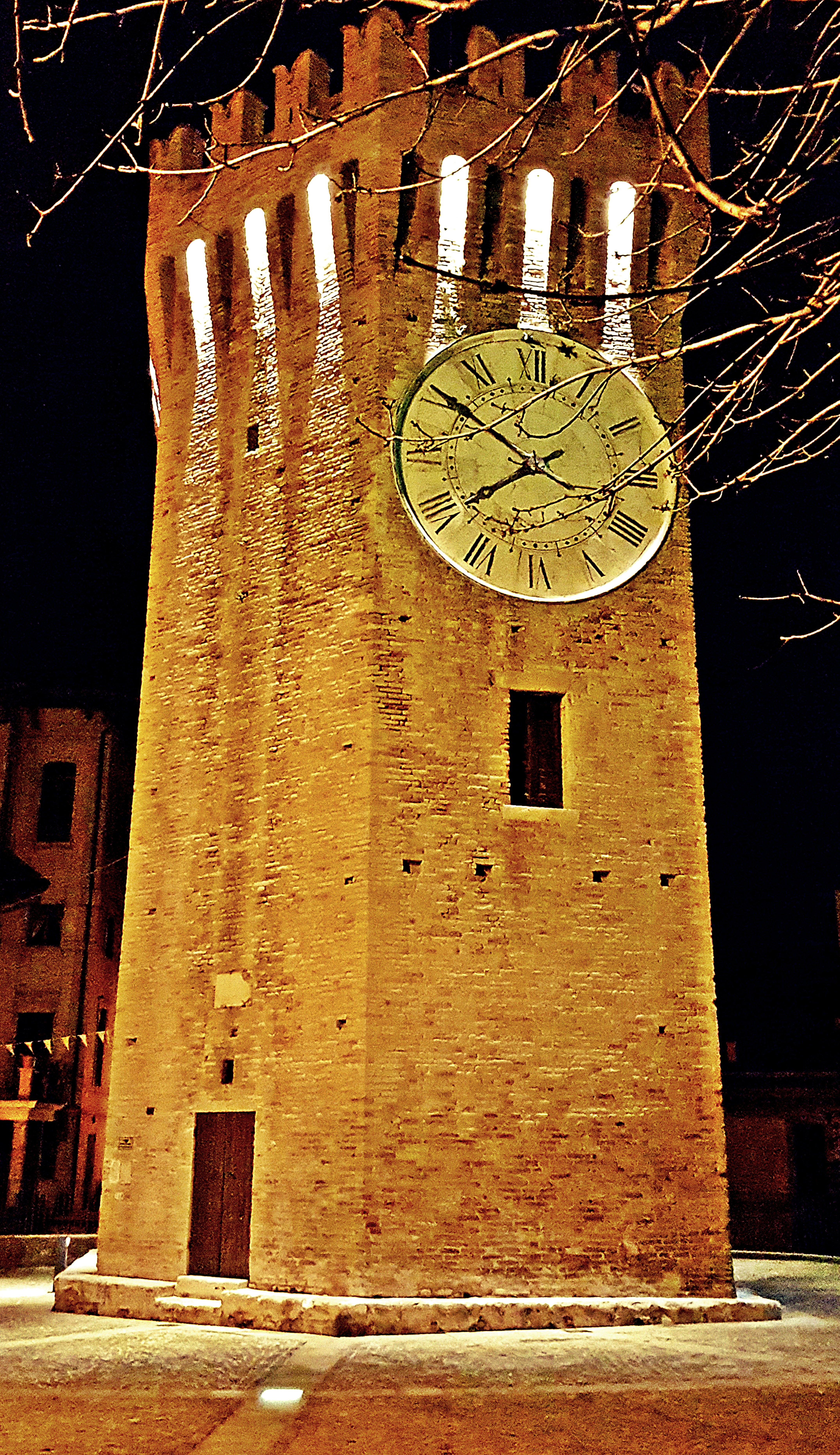
San Benedetto del Tronto, lavori di restauro e consolidamento della Torre dei Gualtieri (1901)
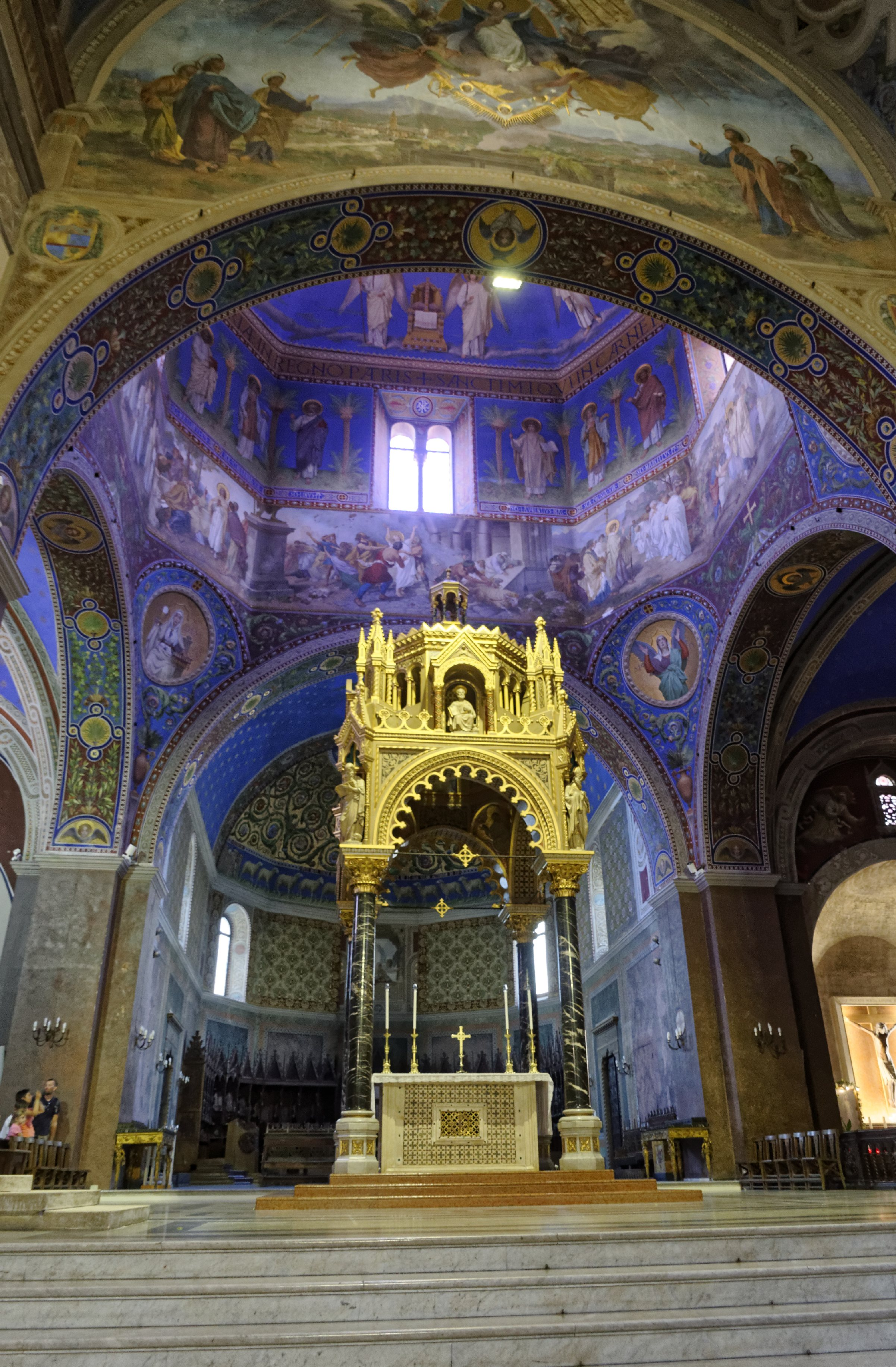
Ciborio del duomo di Ascoli Piceno
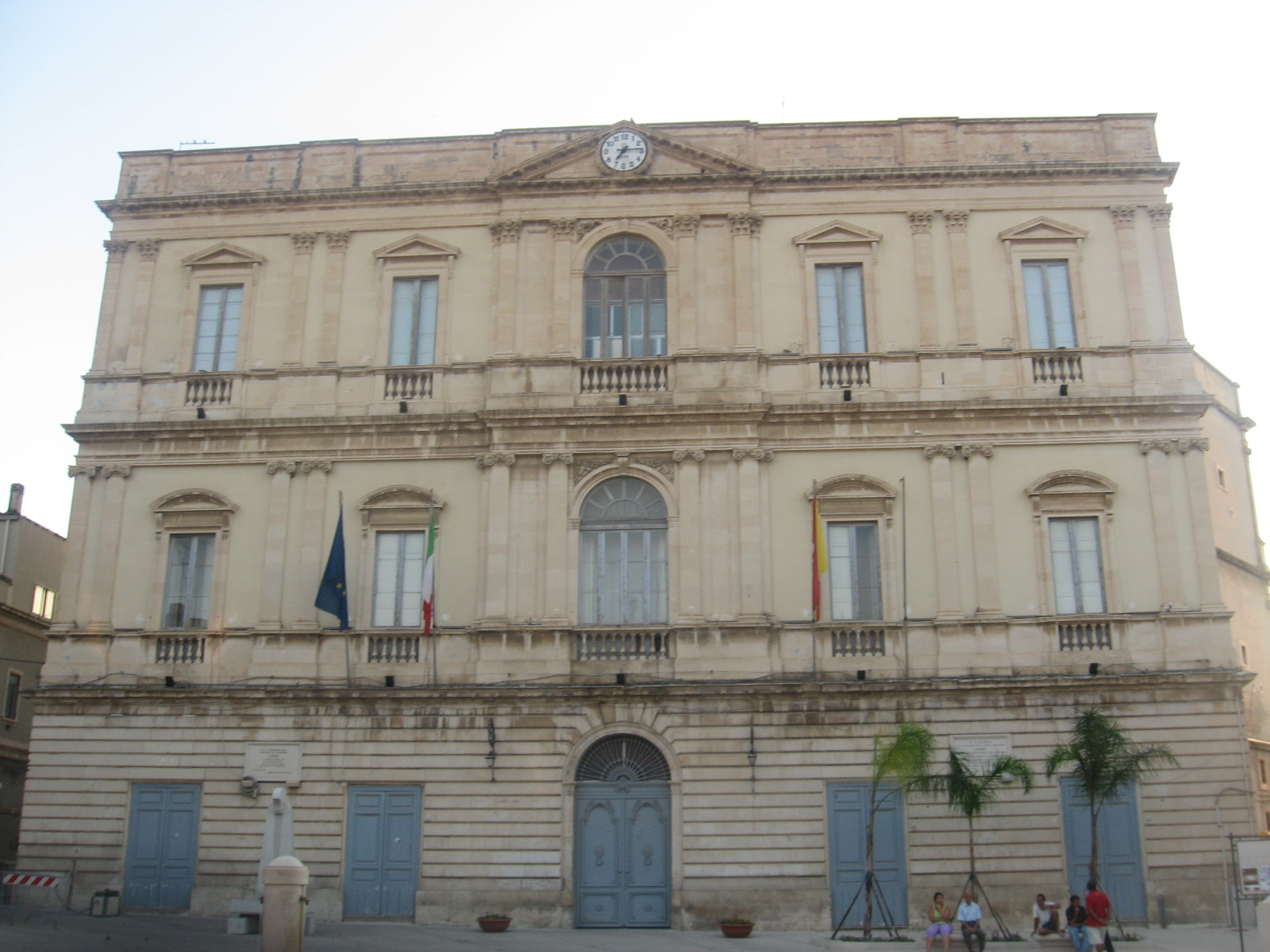
Il palazzo comunale di Comiso

## Opere
- Roma - restauro e costruzione della canonica della chiesa cinquecentesca della chiesa di Santa Maria di Loreto
- Monza - Cappella espiatoria (completata da Guido Cirilli)[15]
- Ascoli Piceno - altare papale del Duomo (1892)
- Ascoli Piceno - Palazzo Flajani Bagalini
- Roma - Palazzo delle Assicurazioni Generali a piazza Venezia (1902-07, completato da Guido Cirilli)
- Roma - restauro del quadriportico della Basilica di San Paolo fuori le Mura (1890-1910, con G. Calderini)
- Ancona - restauro del Duomo (1883)
- Loreto - restauro della Basilica della Santa Casa, con decorazione dell'altare della cappella di S. Giuseppe e coro, frastaglio del finestrone, vetrata nella cappella dei Tedeschi
- Roma - Pantheon: tomba di re Umberto I e della regina Margherita di Savoia[16]
- Roma - tomba De Thomar al Verano (1884)
- Sant'Omero - restauro della Chiesa di Santa Maria a Vico, anno 1885.
- Ceccano (FR) - costruzione di Castel Sindici su commissione dell'enologo e Cavaliere Del Lavoro Stanislao Sindici
- Ancona - restauro della chiesa di Santa Maria di Portonovo, dopo secoli di abbandono (1894, poi terminato da Luigi Serra)[17]
- Force (AP) - Chiesa S. Francesco
- Comiso - Casa Comunale (1887)[18]
- San Benedetto del Tronto - restauro e consolidamento della Torre dei Gualtieri (1901)
- Pugliano - Realizzazione progetto di Villa Battelli, poi Villa Labor (edificata nel 1906)

## Bibliografia

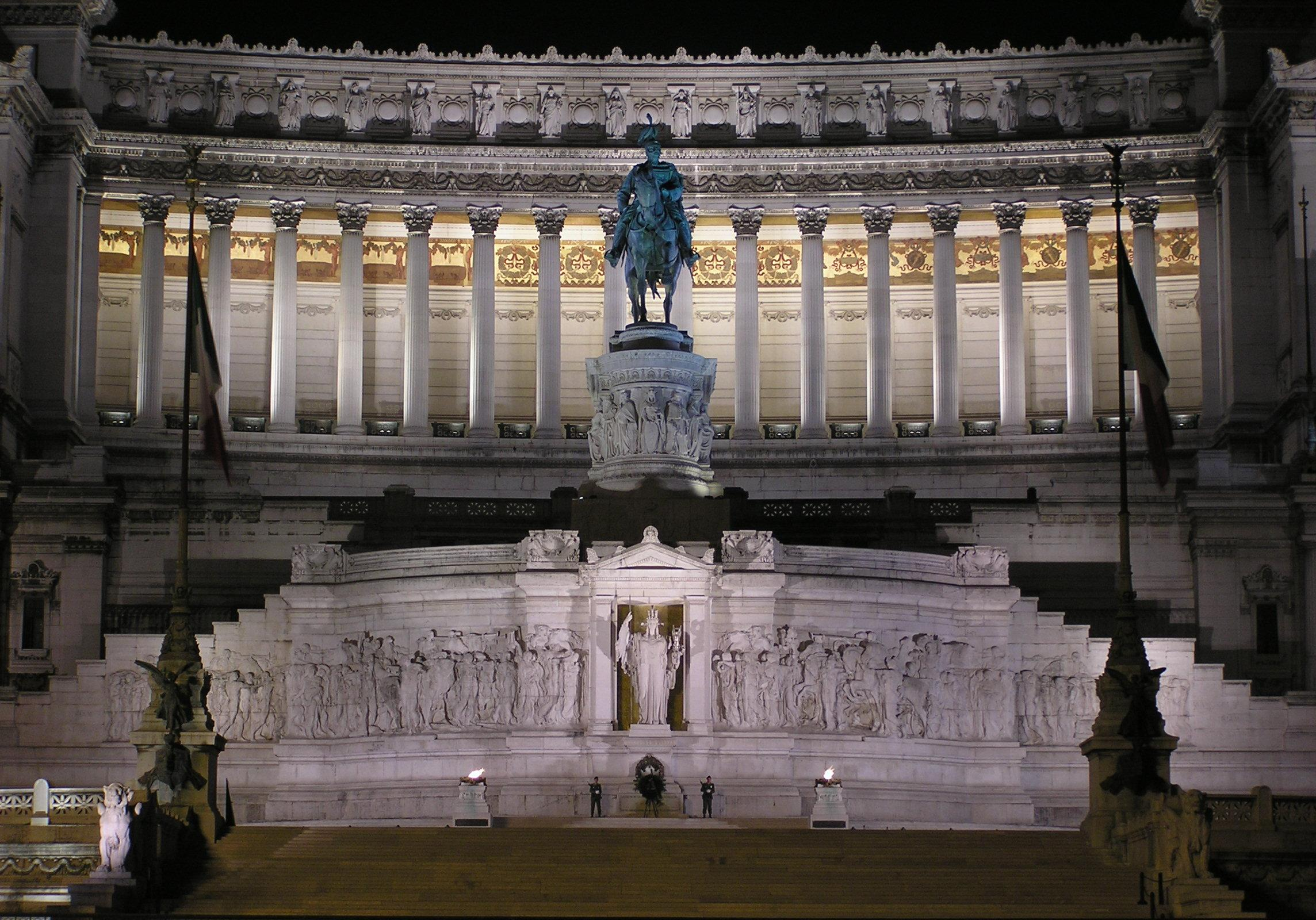
Veduta notturna del Vittoriano